# Liste von Denkmalen, Skulpturen und Ehrentafeln in Bonn
In der Liste von Denkmalen, Skulpturen und Ehrentafeln in Bonn werden öffentlich zugängige, nicht denkmalgeschützte Skulpturen, Plastiken, Reliefs, Tafeln und andere Kleindenkmale sowie öffentliche Kunstwerke in der Bundesstadt Bonn und ihren Ortsteilen aufgeführt.
- Bild: zeigt ein Foto des Denkmals, der Skulptur etc.
- Titel: nennt den offiziellen Namen des Denkmals, der Skulptur etc.
- Weitere Informationen: sonstige Informationen.
- Künstler: Name des Künstlers.
- Jahr: nennt das Jahr der Fertigstellung
- Adresse: Straßenbezeichnung oder ähnliches
- Ortsteil: Name des Ortsteils.

## Liste
| Bild                                                  | Titel                                                                                     | Weitere Informationen | Künstler                                                    | Jahr            | Lage                                                         | Ortsteil               |
| ----------------------------------------------------- | ----------------------------------------------------------------------------------------- | --- | ----------------------------------------------------------- | --------------- | ------------------------------------------------------------ | ---------------------- |
| weitere Bilder                                        | Junge Frau mit Schale                                                                     | Kopie von 1976 in Basaltlava des Originals in Kunststein aus der Zeit um 1930; Spende der Volksbank Bonn Rhein-Sieg an die Stadt zum 75. Jubiläum des 1901 als Handwerkerbank zu Bonn eGmbH gegründeten Geldinstituts. Auf dem Sockel steht: „Volksbank Bonn den Bürgern ihrer Stadt 1901–1976“. Die expressive Skulptur ist vermutlich als Park- oder Gartenfigur gedacht, als Figur mit Vogeltränke; dies erklärt die weit zurückgelehnte Haltung des Mädchens, das die Vögel nicht abschrecken möchte, aus der Schale zu nippen oder in ihr zu baden. | Jakobus Linden                                              | um 1930/1976    | Gangolfstraße ⊙                                              | Bonn-Zentrum           |
| weitere Bilder                                        | Wolkenschale                                                                              | Die Wolkenschale („Coupe de nuage“) ist aus Tessiner Marmor gefertigt. | Hans Arp                                                    | 1961            | Adenauerallee 39 ⊙                                           | Bonn-Zentrum           |
| weitere Bilder                                        | Fünf Kontinente                                                                           | Die fünf Bronzefiguren wurden 1955 an der Außenwand der damaligen Bibliothek angebracht. Auftraggeber war das Bundesministerium für Post- und Fernmeldewesen. Sie symbolisieren die fünf Kontinente und somit die weltumspannende Tätigkeit der Post. | Hans Wimmer                                                 | 1955            | Adenauerallee 81–83 (Rückseite) ⊙                            | Bonn-Zentrum           |
| weitere Bilder                                        | Gerhard von Are                                                                           | Die Stele wurde von Stefan Schevardo als Brunnen entworfen. Der Brunnen aus Basalt und Tuff wurde 2012 durch Stadtdechant Monsignore Wilfried Schumacher eingeweiht. Stifter ist der Bonner Geschäftsmann Walter Nonnen-Büsche. | Stefan Schevardo                                            | 2012            | Gerhard-von-Are-Straße ⊙                                     | Bonn-Zentrum           |
|                                                       | Mikado                                                                                    | Das Kunstwerk von Manuel Franke befand sich an der inzwischen neu errichteten Hauptgeschäftsstelle der Sparkasse Köln-Bonn am Friedensplatz. | Manuel Franke                                               | 1998            | Budapester Straße                                            | Bonn-Zentrum           |
| weitere Bilder                                        | Die Wächter                                                                               | Die Monumental-Skulptur „Die Wächter“ von Lars Ulrich Schnackenberg wurde ursprünglich am Konrad-Adenauer-Platz hinter dem Beueler Rathaus errichtet. Beim Bau eines Ärzte- und Geschäftshauses wurde die Skulptur an ihren jetzigen Platz umgesetzt. Es handelt sich um eine Dauerleihgabe des Künstlers, der längere Zeit in Bonn gelebt hat, an die Stadt Bonn. | Lars Ulrich Schnackenberg                                   | 2001            | Bröltalbahnweg/ Rheinufer ⊙                                  | Beuel-Mitte            |
| weitere Bilder                                        | Stadtrelief                                                                               | Das Bronzemodell von Friedemann Sander zeigt die kurfürstliche Residenzstadt Bonn zum Ende des 18. Jahrhunderts im Maßstab 1:500 und wurde 2013 auf dem Bonner Münsterplatz aufgestellt. Die Erstellung wurde von Professor Dr. Gisbert Knopp wissenschaftlich begleitet. | Friedemann Sander                                           | 2013            | Münsterplatz ⊙                                               | Bonn-Zentrum           |
| weitere Bilder                                        | Liegende mit Kind                                                                         | Die Betonplastik wurde beim Bau der damaligen Bundessiedlung errichtet. | Willy Meller                                                | 1950            | Am Römerkastell ⊙                                            | Bonn-Castell           |
| weitere Bilder                                        | Bundesadler                                                                               | Der abstrahierte Bundesadler aus Bronze wurde vom Frankfurter Künstler Hans Oskar Wissel geschaffen. Er befand sich von 1953 bis zum Jahr 2000 am Gebäude des Bundesrechnungshofes in Frankfurt. Mit dem Berlin/Bonn-Gesetz wurde der Sitz der obersten Bundesbehörde nach Bonn verlegt und der Adler wechselte seinen Standort. Er befindet sich heute an der Rheinseite des Gebäudes und mit Blick in Richtung Frankfurt. | Hans Oskar Wissel                                           | 1953            | Adenauerallee 81–83 (Rheinseite) ⊙                           | Bonn-Zentrum           |
| weitere Bilder                                        | Mean Average                                                                              | Die sechs Meter hohe Bronzeplastik Mean Average (deutsch Mittlerer Durchschnitt) wurde im Juni 2014 in der Fußgängerzone der Bonner Innenstadt im Beisein des Künstlers, des Bonner Oberbürgermeisters Jürgen Nimptsch und des Alt-Bundeskanzlers Gerhard Schröder enthüllt. | Tony Cragg                                                  | 2014            | Remigiusplatz ⊙                                              | Bonn-Zentrum           |
| weitere Bilder                                        | Echo polychrome                                                                           | Das „Echo polychrome“ wurde 1997 von der Hochtief Niederlassung Bonn/Aachen gestiftet und von dem französischen Maler und Bildhauer Guy de Rougemont geschaffen. | Guy de Rougemont                                            | 1997            | Am Hofgarten/ Lennéstraße ⊙                                  | Bonn-Zentrum           |
| weitere Bilder                                        | Pferdetränke                                                                              | Die gusseiserne Pferdetränke am Blumenmarkt entspricht einem Typus, der um 1900 in größerer Stückzahl von der Aerzener Maschinenfabrik (Entwurf: Gerhard Lange) hergestelĺt wurde. Durch eine Säule sind drei unterschiedlich große Brunnenschalen, die als Tiertränken dienten – die Basisschale für Hunde, die mittlere für Pferde, die oberste für Vögel – miteinander verbunden. Eine Kopie der Tränke wurde 1990 in Endenich aufgestellt. | Gerhard Lange                                               | um 1900         | Remigiusplatz ⊙                                              | Bonn-Zentrum           |
| weitere Bilder                                        | „Lesezeichen“                                                                             | Das Mahnmal zur Bücherverbrennung auf dem Bonner Markt. In das Pflaster des Bonner Markts sind insgesamt 60 sichtbare Buchrücken, sogenannte „Lesezeichen“, verteilt, die sich an der Rathaustreppe, dem Ort, an dem die Bücher am 10. Mai 1933 verbrannt wurden, verdichten. Zusätzlich wurde ein wetterfester Archiv-Behälter in Form einer Büchertruhe in den Platz eingelassen. Seine Inschrift benennt das Ereignis und weitere Autoren von verbrannten Büchern. | Horst Hoheisel / Andreas Knitz                              | 2013            | Marktplatz ⊙                                                 | Bonn-Zentrum           |
| weitere Bilder                                        | Kugel                                                                                     | Die Kugel aus Balmoral-Granit hat einen Durchmesser von 220 cm, was dem Höhenunterschied zwischen den Ebenen des Platzes entspricht. | Leo Kornbrust                                               | 1989            | Robert-Schuman-Platz ⊙                                       | Bonn-Hochkreuz         |
|                                                       | unbekannt                                                                                 | Das Kunstwerk befindet sich am Eingang zum Bundesinstitut für Arzneimittel und Medizinprodukte. | (Unbekannt)                                                 | unbekannt       | Robert-Schuman-Platz ⊙                                       | Bonn-Hochkreuz         |
| weitere Bilder                                        | Otiyot                                                                                    | Das Kunstwerk Otiyot (Hebräisch für „Buchstabe“) befindet sich in einer Grünanlage, dem Hain der Nationen, in der Nähe des Hotels Maritim am Robert-Schuman-Platz. Die Bronzeskulptur soll in ihrer Strenge und Eleganz auch ein Denkmal für die Opfer des Holocaust sein. | Ladis Schwartz                                              | 1990            | Robert-Schuman-Platz ⊙                                       | Bonn-Hochkreuz         |
| weitere Bilder                                        | Athena                                                                                    | Die bronzene Skulptur der Athena Lemnia wurde 2001 dem Akademischen Kunstmuseum vom Deutschen Beamtenbund gestiftet. Für die Patina wurde eine alte Schwefelpulverpatina nach klassischem Rezept verwendet. | Friedemann Sander                                           | 2001            | Am Hofgarten 21 (Akademisches Kunstmuseum, Hofgartenseite) ⊙ | Bonn-Südstadt          |
| weitere Bilder                                        | Doryphoros                                                                                | Die bronzene Skulptur des Doryphoros wurde 2001 dem Akademischen Kunstmuseum vom Deutschen Beamtenbund gestiftet. Für die Patina wurde eine alte Schwefelpulverpatina nach klassischem Rezept verwendet. | Friedemann Sander                                           | 2001            | Am Hofgarten 21 (Akademisches Kunstmuseum, Hofgartenseite) ⊙ | Bonn-Südstadt          |
| weitere Bilder                                        | Dionysos-Herme                                                                            | Die bronzene Dionysos-Herme schuf Friedemann Sander 2002 im Auftrag des Rheinischen Landesmuseums. | Friedemann Sander                                           | 2002            | Am Hofgarten 21 (Akademisches Kunstmuseum) ⊙                 | Bonn-Südstadt          |
| weitere Bilder                                        | Präzision und Veränderungsmöglichkeiten – ein Pulttisch für Ludwig auf der Rheingasse 934 | Das Beethovendenkmal „Präzision und Veränderungsmöglichkeiten – ein Pulttisch für Ludwig auf der Rheingasse 934“ der japanischen Künstlerin Yukako Ando erinnert an eine Wohnstätte der Familie Beethoven in der Rheingasse 24. | Yukako Ando                                                 | 2012            | Rheingasse 24 ⊙                                              | Bonn-Zentrum           |
|                                                       | 1. Bonner Fußgängerzone                                                                   | In der Wenzelgasse wurde 1967 die erste Bonner Fußgängerzone eingerichtet. Diese wurde bis 1977 so vergrößert, dass Bonn zu diesem Zeitpunkt die drittgrößte Fußgängerzone bundesweit hatte. | (Unbekannt)                                                 | 2002            | Wenzelgasse ⊙                                                | Bonn-Zentrum           |
|                                                       | Engel der Kulturen                                                                        | Der Engel der Kulturen wurde am 3. Oktober 2011 durch Hannelore Kraft, die damalige Bundesratspräsidentin, anlässlich des Deutschlandfestes in Bonn eingeweiht. | Carmen Dietrich und Gregor Merten                           | 2011            | Adenauerallee (Hofgarten) ⊙                                  | Bonn-Zentrum           |
| weitere Bilder                                        | De Musica IV                                                                              | Die Stahlskulptur „De música IV“ wurde durch den nordspanischen Bildhauer und Musikenthusiasten Eduardo Chillida geschaffen. Die 9,6 Tonnen schwere Corten-Stahl-Skulptur ist 1,93 Meter hoch, 2,20 Meter breit, 2,61 Meter tief und hat einen dezenten Rostton. Sie wurde am 18. September 2001 durch die damalige Oberbürgermeisterin Bärbel Dieckmann im Beisein von 500 Gästen der Öffentlichkeit übergeben. „De Musica IV“ ist das letzte Werk des Künstlers, er verstarb 2002. | Eduardo Chillida                                            | 2001            | Münsterplatz ⊙                                               | Bonn-Zentrum           |
| weitere Bilder                                        | Skulpturen-Parcours „Dal Reno all'Universttà“                                             | Die insgesamt sieben Skulpturen aus Edelstahl wurden von Marco Di Piazza geschaffen und wiesen auf das 200-jährige Bestehen der Universität Bonn hin, das 2018 gefeiert wurde. Der etwa zwei Kilometer lange Parcours erstreckte sich vom Rheinufer bis zum Poppelsdorfer Schloss. | Marco Di Piazza                                             | 2016            |                                                              |                        |
| weitere Bilder                                        | Erinnerungsstätte an die Zwangsarbeiter in Beuel                                          | Erinnerungsstätte für Zwangsarbeiter auf dem Beueler Friedhof am Platanenweg. Das Gräberfeld mit Stele erinnert an 40 Frauen und Männer sowie 20 Kinder aus Osteuropa, die zwischen 1943 und 1945 in Beuel starben. Die Aufstellung der Stele wurde durch die Beueler Initiative gegen Fremdenhass angeregt. Die Stele ist aus Spenden finanziert, von Steinmetzmeister Michael Naundorf entworfen und wurde am 1. September 2016 eingeweiht. | Michael Naundorf                                            | 2016            | Platanenweg ⊙                                                | Beuel-Mitte            |
| weitere Bilder                                        | Denkmal Fährgerechtsame                                                                   | Die Infotafel in Form eines aufgeschlagenen Buches informiert über das Thema Fährgerechtsame. Die jeweils 60 kg schweren bronzenen Buchseiten des Metallbildners Attila Muranyi wurden am 30. Oktober 2016 durch Jürgen Nimptsch eingeweiht. Anlass war das Ausscheiden der Eheleute Schmitz nach ungefähr 50 Jahren aus dem aktiven Dienst auf der Fähre „Rheinnixe“. Auf der rechten Buchseite wird in einem kurzen historischen Abriss die Geschichte der Fährgerechtsamen bis in die heutige Zeit erklärt, die linke Buchseite zeigt die Silhouetten der Rheinfähren „Beethoven“, „Rheintreue“, „Rheinperle“ sowie der „Rheinnixe“. Das Lesepult aus Basalt wurde von Steinmetz Michael Naundorf geschaffen. | Michael Naundorf                                            | 2016            | Hans-Steger-Ufer ⊙                                           | Beuel-Mitte            |
| weitere Bilder                                        | Pferdetränke (Beuel)                                                                      | Die gusseiserne Pferdetränke am Konrad-Adenauer-Platz in Beuel wurde durch den Heimat- und Geschichtsverein Beuel gestiftet und am 9. Oktober 1988 aufgestellt. Am Aufstellungsort befand sich schon früher eine Pferdetränke. Die Aufstellung des Brunnens war Teil des Gesamtprojekts „Historische Tat“ anlässlich der 2000-Jahr-Feier Bonns. Die Gestaltung übernahm Heinrich Esser (1923–2010), er trägt auf der Innenwand der großen Schale die Inschrift: „GESPENDET VOM / Heimatverein Beuel / 1988“ und „ERBAUT VON HEINRICH ESSER“. Die sechs Frauenbüsten sollen die Herrschaft der Frauen in Beuel symbolisieren. Zusätzlich zeigt der Brunnen Pferdeköpfe und fischähnliche Fabeltiere, wovon drei als Wasserspeier fungieren. Ein zusätzlicher Wasserspeier, in Form eines Hundekopfes, befindet sich unter der Brunnenschale. Am 31.05.2024 abgebaut und durch einen Trinkwasserbrunnen ersetzt. Die Pferdetränke wird saniert und an einem noch nicht festgelegten Ort neu aufgebaut. | Heinrich Esser                                              | 1987/88         | Konrad-Adenauer-Platz/ Friedrich-Breuer-Straße ⊙             | Beuel-Mitte            |
| weitere Bilder                                        | Wer das Denken nicht stoppt                                                               | Die Skulptur befinden sich an der Fritz-Erler-Straße. An der Hausfassade befindet sich eine Tafel mit der Inschrift: 24/7 Wer das Denken nicht stoppt kann die Sterne nicht sehen. Statement Art by Sakeico. | (Unbekannt)                                                 | unbekannt       | Fritz-Erler-Straße ⊙                                         | Bonn-Gronau            |
| weitere Bilder                                        | Arc 89°                                                                                   | „Arc 89“; die 14 Stelen sind aus Stahl und exakt um 89 Grad gekrümmt und sollen so an das Jahr der deutschen Wiedervereinigung erinnern. Die Stelen sind 17 Meter hoch, 42 Tonnen schwer und wurden der Stadt Bonn von der Bonner Stiftung für Kunst und Kultur als Leihgabe für 10 Jahre zur Verfügung gestellt. Als Aufstellungsort wurde der Trajektkreisel, im August 2017 umbenannt in Helmut-Schmidt-Platz, ausgewählt. Der Platz wird daher auch umgangssprachlich Pommes-Kreisel genannt. | Bernar Venet                                                | 2016            | Helmut-Schmidt-Platz ⊙                                       | Bonn-Gronau            |
| weitere Bilder                                        | Frauen De Formation                                                                       | Die kreisförmig angeordnete Skulpturengruppe in der Bonner Rheinaue vor dem Posttower besteht aus 30 Figuren. | Tina Schwichtenberg                                         | 2007            | Charles-de-Gaulle-Straße 20 ⊙                                | Bonn-Gronau            |
| weitere Bilder                                        | Gedenkstein Gerd Höllige                                                                  | Der Gedenkstein, der von der Gewerkschaft der Polizei am 24. Juli 2003 eingeweiht wurde, erinnert an den 40-jährigen Polizeikommissar Gerd Höllige. Er wurde am 28. Juli 2002 während eines Einsatzes wegen eines versuchten Einbruches erschossen. | (Unbekannt)                                                 | 2003            | Koblenzer Straße ⊙                                           | Bad Godesberg          |
| weitere Bilder                                        | Geiger mit Frau und Kind                                                                  | Die Skulptur von Christiane Opiela (1941–2009) wurde 1992 vor der Musikschule aufgestellt. | Christiane Opiela                                           | 1992            | Kurfürstenallee ⊙                                            | Bad Godesberg          |
| weitere Bilder                                        | Schlangenadler                                                                            | Der Adler gehörte früher zu einem Brunnen und steht jetzt auf einem ehemaligen Denkmalsockel im Park der Redoute. | (Unbekannt)                                                 | unbekannt       | Kurfürstenallee ⊙                                            | Bad Godesberg          |
| weitere Bilder                                        | Anglerin                                                                                  | Die Anglerin wurde um 1885 von dem italienischen Bildhauer Cipriani geschaffen und wurde in den 1920er Jahren von Frau Ringsdorff der Gemeinde geschenkt. Nach verschiedenen weiteren Standorten wurde sie 1965 im Park der Redoute aufgestellt. | Adolfo Cipriani                                             | 1885            | Kurfürstenallee ⊙                                            | Bad Godesberg          |
| weitere Bilder                                        | Brunnen „Faun und Nymphe“                                                                 | Der Brunnen wurde 1900 durch den Bildhauer Wilhelm Neumann-Torborg (1856–1917) geschaffen und ist ein Geschenk der Familie Karl von der Heydt an die Stadt Bad Godesberg. | Wilhelm Neumann-Torborg                                     | 1892            | Kurfürstenallee ⊙                                            | Bad Godesberg          |
| weitere Bilder                                        | Godesberger Nymphe                                                                        | Die Nymphe wurde 1912 durch den Bildhauer Georg Kolbe (1877–1947) geschaffen und ist ein Geschenk der Familie Karl von der Heydt an die Stadt Bad Godesberg. Sie stand von 1912 bis 1949 an Mündung des Godesberger Bachs und wurde 1988 an der Redoute aufgestellt. | Georg Kolbe                                                 | 1912            | Kurfürstenallee ⊙                                            | Bad Godesberg          |
| weitere Bilder                                        | Brunnen am Siebenwegekreuzplatz                                                           | Der Brunnen aus Basaltlava wurde am 24. Oktober 1981 eingeweiht. Er wurde bei der Neuanlage des Platzes errichtet und besteht aus einer Stele, die als Brunnenstock dient, und drei Schalen, die auf Pfeilern in unterschiedlicher Höhe ruhen. | Matthias Simon                                              | 1981            | Siebenwegekreuzplatz ⊙                                       | Beuel-Holzlar          |
| weitere Bilder                                        | Brunnen am Beethovenplatz                                                                 | Brunnen am Beethovenplatz, er befindet sich in unmittelbarer Nähe zum Baumschulwäldchen. Die Parkanlage ist ein Teil der kurfürstlichen Gesamtanlage (Hofgarten, Alter Zoll, Stadtgarten usw.). Ursprünglich lag es auf freiem Feld vor der Stadtmauer und war die Baumschule für die kurfürstlichen Gärten und Alleen. Mit der Stadterweiterung im ausgehenden 18. Jahrhundert wurde das Areal umgebaut. Erhalten blieb nur der kleine Park mit geschlängelten Wegen und einer großen Wiesenfläche. | (Unbekannt)                                                 | unbekannt       | Beethovenplatz ⊙                                             | Bonn-Weststadt         |
| weitere Bilder                                        | Plakette „Charlotte Schiller“                                                             | In einem vorherigen Gebäude, das an dieser Stelle stand, wohnte bis zu ihrem Tod Charlotte Schiller, die Ehefrau von Friedrich Schiller. | (Unbekannt)                                                 | 2017            | Fürstenstraße ⊙                                              | Bonn-Zentrum           |
| weitere Bilder                                        | Kräftebündel                                                                              | Die Skulptur wurde 1967 von Norbert Kricke geschaffen und befindet sich heute auf einem hohen Sockel vor dem Rheinischen Landesmuseum Bonn. | Norbert Kricke                                              | 1967            | Colmantstraße ⊙                                              | Bonn-Weststadt         |
| weitere Bilder                                        | Felsdenkmal Hercules Saxanus                                                              | Das Felsdenkmal stammt aus einer Wand eines Römischen Steinbruchs im Brohltal und befindet sich heute vor dem Rheinischen Landesmuseum Bonn. | (Unbekannt)                                                 | unbekannt       | Colmantstraße ⊙                                              | Bonn-Weststadt         |
| weitere Bilder                                        | Hochkreuz                                                                                 | Das Godesberger Hochkreuz wurde im 14. Jahrhundert an der Straße zwischen Bonn und Bad Godesberg errichtet. Es wurde 1859 umfassend erneuert und dabei verändert, 1957 an seinen heutigen Standort versetzt und 1981 durch eine Kopie ersetzt. Das Original befindet sich heute im Rheinischen Landesmuseum. | (Unbekannt)                                                 | 14. Jahrhundert | Colmantstraße ⊙                                              | Bonn-Weststadt         |
| weitere Bilder                                        | Hommage an Wolf Vostell                                                                   | Der fahrbereite rote Mercedes A-Klasse wurde am 14. Oktober 2007, dem 75. Geburtstag des 1998 verstorbenen Wolf Vostell, von Cornel Wachter vor dem Rheinischen Landesmuseum in Beton gegossen. | Cornel Wachter                                              | 2007            | Colmantstraße ⊙                                              | Bonn-Weststadt         |
| weitere Bilder                                        | Der Neandertaler und Beuys                                                                | Die Stahlskulptur „Der Neandertaler und Beuys“ befindet sich seit 2003 vor dem Rheinischen Landesmuseum. | Dieter Patt                                                 | 2003            | Colmantstraße ⊙                                              | Bonn-Weststadt         |
| weitere Bilder                                        | Jakobswegstele                                                                            | Die Stele befindet sich vor dem Rheinischen Landesmuseum. | (Unbekannt)                                                 | unbekannt       | Colmantstraße ⊙                                              | Bonn-Weststadt         |
| weitere Bilder                                        | Jakobswegstele                                                                            | Die Stele auf dem Friedensplatz wurde am 17. Mai 2003 durch den Bezirksvorsteher Karl Wilhelm Starcke, den Stadtdechant Wilfried Schumacher und Dieter Schäfer vom Landschaftsverband Rheinland (LVR) enthüllt. | (Unbekannt)                                                 | 2003            | Friedensplatz ⊙                                              | Bonn-Innenstadt        |
| weitere Bilder                                        | Brunnen an St. Joseph                                                                     | St.-Joseph-Brunnen an St. Joseph in Bonn-Castell. Der Brunnenaufsatz von Sepp Hürten aus dem Jahr 1979 war aus Bronze und wurde in der Nacht auf den 7. Oktober 2011 gestohlen. Der Brunnen wurde am 9. Oktober 1980 eingeweiht. Er zeigte den heiligen Joseph, den Schutzpatron der Gemeinde, der an seiner linken Hand das Jesuskind und in der rechten Hand eine Säge hielt, was ihn als Zimmermann kennzeichnete. In der rechten Hand des Kindes befand sich ursprünglich eine mit Kreuz versehene Weltkugel. Die Figuren standen auf einem Lorbeerkranz. Aus vier Wasserspeiern unterhalb fließt Wasser, als Taufsymbol, in 16 Schalen, die rund um die Säule versetzt angebracht sind. In der kleinen Brunnenschale am Brunnenrand brachte die Gemeinde ein Bronzewappen des Weihbischofs und ehemaligen Pfarrers der Gemeinde, Josef Plöger, an. Mittlerweile wurde der Aufsatz nach einem Entwurf von Sepp Hürten neu gestaltet. Die Ausführung erfolgte durch den Steinmetz Hans-Jörg Blondiau. | Sepp Hürten                                                 | 1980            | Kaiser-Karl-Ring/ Graurheindorfer Straße ⊙                   | Bonn-Castell           |
| weitere Bilder                                        | Pferdetränke, Endenich                                                                    | Bei der Endenicher Pferdetränke handelt es sich um eine Kopie der Tränke auf dem Bonner Remigiusplatz. Die Tränke ist aus Bronze und nicht wie sonst üblich aus Gusseisen. Der Aufbau entspricht der üblichen Aufteilung mit drei unterschiedlich große Brunnenschalen, die als Tiertränken dienen. Die untere Schale für Hunde, die mittlere für Pferde und die oberste für Vögel. Zwei dieser Funktionen sind durch die Pferdeköpfe, die als Wasserspeier dienen, und die Vögel dargestellt. Die Löwenköpfe sind als traditionelles Element der Brunnenikonographie zu verstehen, seit der Antike wurden Wasserspeier häufig in dieser Form gebildet. Bis zum Zweiten Weltkrieg gab es an dieser Stelle einen Eisenbrunnen. Die von Sigrid Wenzel geschaffene Kopie wurde am 4. Mai 1990 eingeweiht und soll daran erinnern, dass hier die Endstation der Pferdebahn vom Bonner Markt nach Endenich lag. Auf den Beckenrippen ist als Signatur zweimal eingeschlagen: „S. WENZEL / 1990“. | Sigrid Wenzel                                               | 1990            | Frongasse ⊙                                                  | Bonn-Endenich          |
| weitere Bilder                                        | Alte Bonner Synagoge                                                                      | Das Mahnmal wurde aus Feldbacksteinen der ehemaligen Synagoge errichtet und am 10. November 1988 zum 50. Jahrestag der Reichskristallnacht eingeweiht. Es ist rund 18 m lang und in unterschiedlichen Höhen und Stärken errichtet. In ihrer Mitte ist ein Davidstern ausgespart. Vor dieser Aussparung liegt ein Davidstern aus Basalt. Am rechten Ende der Mauer erinnert eine Tafel an die verfolgten und ermordeten Bonner Juden und die gewaltsame Zerstörung ihrer Synagoge. Auf der linken Tafel finden sich mahnende Worte aus dem Psalm 9,21 in hebräisch, deutsch, englisch und französisch. Auf der gegenüberliegende Straßenseite befindet sich original- und lagegetreu die östliche Fundamentmauer der Synagoge vor der Terrasse des heutigen Hotels. Hier weist auch die 1963 vom Bonner Bauschlosser und Kunstschmied Karl König geschaffene Bronzetafel, mit einem Relief der ehemaligen Synagogenfassade, auf die alte Synagoge hin. | Karl König / Itamar Geyer / Wilfried van Vorst              | 1963 / 1988     | Moses-Hess-Ufer ⊙                                            | Bonn-Zentrum           |
| weitere Bilder                                        | Nest (Tadashi Kawamata)                                                                   | Das Kunstobjekt „Nest“ des Künstlers Tadashi Kawamata aus sägerohen Lärchenholzbrettern erinnert an ein Schwalbennest. Es befindet sich im Alten Abgeordnetenhaus (UN-Campus) in der nordwestlichen Ecke unter dem Dach des Atriums. | Tadashi Kawamata                                            | 2012            | Kurt-Schumacher-Straße                                       | Bonn-Gronau            |
| weitere Bilder                                        | The Illuminator                                                                           | Das Kunstobjekt „The Illuminator“ der marokkanischen Künstlerin Wafae Ahalouch El Keriasti besteht aus variierenden schwarzweißen Streifenmustern sowie aus einer zwei Meter großen runden Leuchtscheibe. Es wurde direkt auf die Wände beziehungsweise auf reliefbildende Holzkästen gemalt und symbolisiert die Sonne. Es befindet sich im Foyer des Alten Abgeordnetenhauses (UN-Campus). | Wafae Ahalouch El Keriasti                                  | 2012            | Kurt-Schumacher-Straße                                       | Bonn-Gronau            |
| weitere Bilder                                        | Soldanelle                                                                                | Die Bronzeskulptur von Gerhard Marcks befindet sich seit 1954 im Innenhof des heute durch den Bundesrechnungshof genutzten Gebäudes an der Adenauerallee. Die Plastik wurde bereits 1945 entworfen, von ihr gibt es mehrere Abgüsse. | Gerhard Marcks                                              | 1954            | Adenauerallee ⊙                                              | Südstadt               |
|                                                       | o. T. Säulenverkleidung                                                                   | Die zehn Säulen im Kasino des seit 2000 vom Bundesrechnungshof genutzten ehemaligen Postministeriums wurden durch den Künstler Charles Crodel gestaltet. Sie sind von Messingringen und messingfarbenen Leuchten umkränzt und mit halbrund gebogenen, weißen Detopak-Glaskeramikplatten verkleidet. In die Platten wurden Motive eingeschliffen, die sich auf die vier Jahreszeiten und auf den Bereich „Essen“ beziehen. | Charles Crodel                                              | 1954            | Adenauerallee                                                | Südstadt               |
| weitere Bilder                                        | Gedenktafel „Zweite Beethovenhalle“                                                       | Die Gedenktafel wurde im Januar 2014 durch den Verein ProBeethovenhalle gestiftet und erinnert an die zweite Beethovenhalle, die bis 1944 an dieser Stelle stand. Sie wurde am 17. Dezember 1871 eingeweiht und bei der Bombardierung Bonns am 18. Oktober 1944 zerstört. Die erste Beethovenhalle wurde 1845 für Franz Liszts Konzertaufführung in der heutigen Franziskanerstraße errichtet und nach zwei Monaten abgerissen. Die heutige Beethovenhalle, die dritte, wurde am 8. September 1959 von Bundespräsident Theodor Heuss eingeweiht. | (Unbekannt)                                                 | 2014            | Berliner Freiheit ⊙                                          | Bonn-Zentrum           |
| weitere Bilder                                        | Bärin mit Jungen                                                                          | Die Skulptur wurde 1953 in der Bungartstraße aufgestellt. | Fritz Behn                                                  | 1953            | Bungartstraße ⊙                                              | Bonn-Castell           |
| weitere Bilder                                        | Gedenkstätte Getrudiskapelle                                                              | Die Fundstücke der Gertrudiskapelle wurden durch den Bonner Künstler Curt Delander in Abstimmung mit dem Amt für Bodendenkmalpflege gesichert. Die Kapelle befand sich in der Giergasse (Gertrudgasse) in der Bonner Altstadt, sie wurde bei Bombenangriffen im Zweiten Weltkrieg zerstört. Bei archäologischen Grabungen im Vorfeld einer Neubebauung des Geländes fanden die Archäologen Reste der Gertrudiskapelle und Gebrauchsgegenstände aus den ehemals anliegenden Häusern. Die Gedenkstätte befindet sich heute am Bonner Frauenmuseum. Im Museum befindet sich ein Ausstellungsraum, der durch Prälat Johannes Schlößer und Pfarrer Rüdiger Petrat eingesegnet wurde. | (Unbekannt)                                                 | 2013            | Im Krausfeld ⊙                                               | Nordstadt              |
| weitere Bilder                                        | Modell des römischen Legionslagers                                                        | Das Modell zeigt das 70–79 n. Chr. erstmals in Stein errichtete römische Legionslager. Die Vorlage für das Bronzemodell schufen Schüler des Beethoven-Gymnasiums unter Anleitung des Archäologen Dr. Michael Gechter. Die vier Lagertore wurden an ihren Standorten durch Bronzeplatten nach einem Entwurf von Manfred van Rey sichtbar gemacht. Die Platten zeigen ein Wappenschild mit der Inschrift: „S.P.Q.B. / SENATUS / POPULUSQUE / BONNENSIS“, inklusive der Übersetzung: „DER RAT UND DAS BONNER VOLK“. Umrahmt wird die Platte von der Lagermauer mit den vier Toren und der umlaufenden Inschrift: „CASTRA BONNENSIA. DAS RÖMISCHE LEGIONSLAGER. ERSTERWÄHNT VOM HISTORIKER TACITUS. ZU 69. N. CHR.“. | Friedemann Sander                                           | 1989            | Graurheindorfer Straße/ Drususstraße ⊙                       | Bonn-Castell           |
| weitere Bilder                                        | Aufsteigender Phönix                                                                      | Der „Aufsteigende Phönix“ neben dem Eingang zum alten Abgeordnetenhochhaus, welches heute zum UN-Campus gehört. Das Phoenixrelief aus Kalkstein zeigt eine elegant-geschwungene Darstellung des Vogels vor einer Sonnenscheibe und ist Sinnbild für den Aufbruchwillen und den Neubeginn in den Nachkriegsjahren. Es wurde 1953 von Hannes Schulz-Tattenpach (unter dem Namen Odo Tattenpach) geschaffen. | Odo Tattenpach                                              | 1953            | Platz der Vereinten Nationen 1 ⊙                             | Gronau                 |
| weitere Bilder                                        | Missionskreuz                                                                             | Das Kreuz wurde nach der Mission, die vom 19. März bis zum 11. April 1763 dauerte, aufgestellt. Es befand sich zuerst in der Mitte des Platzes aufgestellt und wurde später an das nördliche Querschiff des Münsters versetzt. 1853 wurde es dann an der Nordwand des Ostchores aufgestellt. Die Inschrift auf dem Sockel lautet: „CRUX – IN MEMORIAM – SS MISSIONUM – ERECTA“ (Kreuz, errichtet zur Erinnerung an die hl. Missionen) mit Daten der Missionen. Die Steinplatten an beiden Seiten wurden angebracht, auf ihnen befinden sich die Namen der Angehörigen der Münsterpfarre, die in den Kriegen von 1866 und 1914–1918 gefallen sind. | (Unbekannt)                                                 | 1763            | Münsterplatz ⊙                                               | Bonn-Zentrum           |
| weitere Bilder                                        | Ausgleich nach dem Bildersturm                                                            | Die Stahlskulptur „Ausgleich nach dem Bildersturm“ wurde von Ansgar Nierhoff 1993 für die Marienkapelle der Liebfrauenkirche in Frankenberg geschaffen. Der Name sollte verdeutlichen, dass die Figuren und der Schmuck der Kapelle zu Beginn des 17. Jahrhunderts zerstört wurden. Die Skulptur wurde 1996 auf Wunsch des Kirchenvorstandes entfernt und 1998 im Rahmen der Nierhoff-Ausstellung des Landesmuseums am Bonner Münster aufgestellt und verblieb dann dort. Die Skulptur wurde im März 2018 wegen Sanierungsarbeiten an der Münsterbasilika entfernt. Die Skulptur besteht aus vier Teilen, der Streckung (Stab) (916 × 15 cm), zwei Kreissegmente (4 cm bzw. 2 × 390 cm Durchmesser) und einer Kugel (69 cm Durchmesser). Bemerkenswert ist, dass alle vier Teile das gleiche Volumen haben. | Ansgar Nierhoff                                             | 1993            | Münsterplatz ⊙                                               | Bonn-Zentrum           |
| weitere Bilder                                        | Brassert-Denkmal                                                                          | Das 1921 von den bergbaulichen Vereinen Preußens errichtete und von Hubert Netzer geschaffene Denkmal ist dem Berghauptmann Hermann Brassert, dem Schöpfer des allgemeinen Berggesetzes für die preußischen Staaten, gewidmet. Dargestellt ist hier die Figur der trauernden Klio, der Muse der Geschichte. Auf dem Sockel ist ein bronzenes Porträtmedaillon Brasserts angebracht. | Hubert Netzer                                               | 1921            | Konviktstraße ⊙                                              | Bonn-Zentrum           |
| weitere Bilder                                        | Husarendenkmal                                                                            | Ernemann Sander geschaffen und am 9. Juni 1963 eingeweiht. Die 80 Kilogramm schwere Bronzeplatte wurde in das vorhandene Kasemattentor am Alten Zoll eingelassen und zeigt sechs Reiter, am unteren Rand der Platte befindet sich das Wappen und der „Schlachtruf“ der Husaren: „Lehm op“. In dem Entwurf von Sander befanden sich unter der Reliefplatte (190 × 108 Zentimeter) noch drei Kragsteine mit den historischen Motiven Pelzmütze, Eisernes Kreuz und Säbeltasche. Das ursprünglich ebenfalls auf der Platte angebrachte Emblem König Wilhelms I. ist zwischenzeitlich verschwunden. Über dem Architrav des Kasemattentors ist eine Inschrift eingemeißelt: „Husarenregiment König Wilhelm I. (1815 bis 1918)“. Das Relief erinnert an die von 1852 bis zum Ersten Weltkrieg in Bonn stationierten Königshusaren (Husaren-Regiment »König Wilhelm I« (1. Rheinisches) Nr. 7). Zur Durchführung der Denkmalpläne hatten die ehemaligen Königshusaren einen eigenen „Verein Husaren-Denkmal Bonn“ gegründet. | Ernemann Sander                                             | 1962            | Brassertufer ⊙                                               | Bonn-Zentrum           |
| weitere Bilder                                        | Bildstock Gertrudiskapelle                                                                | Der Bildstock in der Vogtsgasse erinnert an die bei einem Luftangriff am 18. Oktober 1944 zerstörte Gertrudiskapelle. Er wurde am 28. April 2013 geweiht. Der Bildstock wird von einem Stein der Stiftskirche St. Gertrud von Nivelles, die 1940 von den Deutschen zerstört wurde, gekrönt und enthält eine Statue der heiligen Gertrud. | (Unbekannt)                                                 | 2013            | Vogtsgasse ⊙                                                 | Bonn-Zentrum           |
| weitere Bilder                                        | Doppelkreuz 14/89                                                                         | Die Corten-Stahl-Skulptur „Doppelkreuz 14/89“ wurde 1989 von Heinz-Günter Prager geschaffen und ist eine seiner Bodenskulpturen. Aus dem scheibenförmige Zylinder, der einen Durchmesser von 320 Zentimetern hat, wurde ein Kreuz ausgeschnitten und leicht gedreht auf die Scheibe gelegt. Das Kreuz ist an drei Enden gerade, am vierten Ende wulstartig geschnitten. Die Skulptur befindet sich auf der rheinseitigen Terrasse des Bundesrechnungshofes. | Heinz-Günter Prager                                         | 1989            | Adenauerallee 81–83 (Rheinseite) ⊙                           | Bonn-Zentrum           |
| weitere Bilder                                        | Pozzolo                                                                                   | Pozzolo von Friederich Werthmann. Die Skulptur aus Remanit auf der rheinseitigen Terrasse des Bundesrechnungshofes ist seit 1979 Teil eines Wasserspiels, wobei Wasser aus der Mitte des Tellers in einen Wasserlauf fließt. Die Arbeit gehört zur Gruppe der „Dynas“, der mit Dynamit gestalteten Arbeiten. | Friederich Werthmann                                        | 1979            | Adenauerallee 81–83 (Rheinseite) ⊙                           | Bonn-Zentrum           |
| weitere Bilder                                        | Filia Rheni                                                                               | Die Bronzeskulptur „Filia Rheni“ von Martin Mayer befindet sich seit 1987 im Steingarten an der Rückseite des Bonner Dienstsitzes des Bundesministeriums für Umwelt, Naturschutz und Reaktorsicherheit am Robert-Schuman-Platz 3. | Martin Mayer                                                | 1987            | Robert-Schuman-Platz 3 ⊙                                     | Hochkreuz              |
| weitere Bilder                                        | Katze                                                                                     | Die Katzenplastik von Adolf Jäger befindet sich in der Grünanlage einer Wohnsiedlung in Bad Godesberger Ortsteil Friesdorf. | Adolf Jäger                                                 | unbekannt       | Grüner Weg 23 ⊙                                              | Friesdorf              |
| weitere Bilder                                        | Streckungen (Nähe und Ferne, Raum erfahren)                                               | Die Skulptur „Streckungen (Nähe und Ferne, Raum erfahren)“ befindet sich in dem als japanischer Garten gestalteten Garten des heutigen Bundesministeriums für Umwelt, Naturschutz, Bau und Reaktorsicherheit und wurde 1986 von Ansgar Nierhoff geschaffen. Es handelt sich um zwei etwa 70 m auseinander stehende Pfeilergruppen, wobei die Pfeiler der ersten Gruppe, die sich nahe dem Gebäude befinden, nah beieinander stehen (Nähe) und die Pfeiler der zweiten Gruppe weiter voneinander entfernt aufgestellt wurden (Ferne). Die Streckung ergibt sich aus der Gestaltung des Materials, die Rohblöcke wurden in die jetzige Form gestreckt. | Ansgar Nierhoff                                             | 1986            | Robert-Schuman-Platz 3 ⊙                                     | Hochkreuz              |
|                                                       | Bronzeplatte                                                                              | Die achteckige Bronzeplatte nach einem Entwurf von Hans Wimmer über dem Eingang des ehemaligen Bundesministeriums für Post und Fernmeldewesen, dem heutigen Dienstsitz des Bundesrechnungshofes zeigt den Bundesadler und die Umschrift „BPMADMCMLIV“ (Bundespostministerium Anno Domini 1954). | Hans Wimmer                                                 | 1954            | Adenauerallee 81–83 ⊙                                        | Südstadt               |
| weitere Bilder                                        | Verso 80                                                                                  | Die Skulptur wurde von Petra Siering aus Marmor und Stahl geschaffen. Sie stammt aus dem Jahr 1993 und steht seit 1995 im Garten des Universitätsclubs Bonn. | Petra Siering                                               | 1993            | Konviktstraße 9 ⊙                                            | Bonn-Zentrum           |
| weitere Bilder                                        | Die Welle I/Zustand II                                                                    | Der Frauenakt von Waldemar Grzimek wurde im August 2010 aus Sicherheitsgründen, die Plastik wurde als Klettergerüst missbraucht und war stark beschädigt, abgebaut. Die bronzene Figur befand sich auf einem Sockel aus Muschelkalk. Sie wurde am 20. Oktober 1971 auf Vermittlung des Bildhauers Gerhard Marcks am Brassertufer in Höhe der Rheingasse aufgestellt. | Waldemar Grzimek                                            | 1971            | Brassertufer (bis 2010)                                      | Bonn-Zentrum           |
| weitere Bilder                                        | Windbewegliche Plastik                                                                    | Die windbewegliche Plastik ohne Titel von Günter Tollmann wurde 1981 an der ehemaligen Pädagogischen Hochschule zwischen Hauptbau und Mensa aufgestellt. Es handelt sich um drei gleich hohe EdelstahlZylinder, die bis auf den beweglichen Aufsatz des mittleren Zylinders identisch sind. | Günter Tollmann                                             | 1981            | Römerstraße 164 ⊙                                            | Bonn-Castell           |
| weitere Bilder                                        | Geöffneter Ring                                                                           | Alf Lechner gestaltete zusammen mit Leo Kornbrust den geöffneten Ring, ohne genaue Bezeichnung, für den Platz zwischen dem ehemaligen Bundespost- und dem Bundesverkehrsministerium. Der Platz heißt mittlerweile Robert-Schuman-Platz und der Ring aus Chrom-Nickel-Stahl wurde auf den Parkplatz des Bundesministeriums für Umwelt, Naturschutz und nukleare Sicherheit verlagert. Der Ring befindet sich wieder am ursprünglichen Ort auf dem Platz. | Alf Lechner                                                 | 1988            | Robert-Schuman-Platz ⊙                                       | Hochkreuz              |
| weitere Bilder                                        | Säulenkopf                                                                                | Die Skulptur von Günter Ferdinand Ris befindet sich seit 1963 auf dem Gelände des Ludwig-Erhard-Berufskollegs, der ehemaligen Gewerblichen Bildungsanstalt der Stadt Bonn. | Günter Ferdinand Ris                                        | 1963            | Herseler Straße 1 ⊙                                          | Graurheindorf          |
| weitere Bilder                                        | Oberhalb – Unterhalb                                                                      | Die eiserne Platte, neben dem Portal außerhalb der Lutherkirche, war Teil einer von Petra Siering im Jahr 2007 geschaffenen mehrteiligen Skulptur im Inneren der Kirche. Die mehrteilige Skulptur befand sich temporär unter anderem auf dem Altar. | Petra Siering                                               | 2007            | Reuterstraße 11 ⊙                                            | Südstadt               |
| weitere Bilder                                        | Vorgang – Zustand                                                                         | Die 1995 von Lutz Fritsch geschaffene Stahlskulptur besteht aus vier gelb lackierten Stelen. Sie befinden sich vor dem Schumannhaus, vor dem ehemaligen Paulusheim und an der Sebastianstraße 189. | Lutz Fritsch                                                | 1995            | Sebastianstraße 182 ⊙                                        | Endenich               |
| weitere Bilder                                        | Wandrelief                                                                                | Das Relief im Stil des Brutalismus am Ledigenheim der Reutersiedlung wurde 1952 im Zuge des Neubaus der Siedlung geschaffen. | Max Taut                                                    | 1952            | Graf-Galen-Straße 1 ⊙                                        | Kessenich              |
| weitere Bilder                                        | Begegnung                                                                                 | Die bronzene Skulptur im gegenständlichen Stil mit traditionellen Geschlechterrollen wurde am 17. August 1978 auf dem Theaterplatz, Ecke Michaelshof aufgestellt. Die Vergabepraxis des öffentlichen Auftrags war seinerzeit stark umstritten. | Eva de Maizière                                             | 1978            | Theaterplatz ⊙                                               | Bad Godesberg          |
|                                                       | Wandrelief                                                                                | Das Relief in Zementputz befindet sich in der Eingangshalle der ehemaligen medizinischen Poliklinik der Universität. | Leo Breuer                                                  | 1965            | Wilhelmstraße 35–37                                          | Bonn-Zentrum           |
| weitere Bilder                                        | Lyrabrunnen                                                                               | Die Bronzeplastik im Teich vor den Gewächshäusern des Botanischen Gartens wurde 1985 von Ladis Schwartz, anlässlich einer Skulpturenausstellung zu seinem 65. Geburtstag, geschaffen. Die Plastik besteht aus drei Strängen, wobei der mittlere vertikal von zwei Rillen, die an die Saiten einer Lyra erinnern sollen, durchzogen wird. | Ladis Schwartz                                              | 1985            | Meckenheimer Allee 169 ⊙                                     | Poppelsdorf            |
| weitere Bilder                                        | Froschschenkel                                                                            | Die Skulptur aus rotem Sandstein wurde 1988 von der Bonner Künstlerin Mareile Schaumburg geschaffen und befindet sich im Botanischen Garten. | Mareile Schaumburg                                          | 1988            | Meckenheimer Allee 169 ⊙                                     | Poppelsdorf            |
| weitere Bilder                                        | Drei Kraniche                                                                             | Die Bronzeskulptur wurde von Felix Kupsch geschaffen und befindet sich im Botanischen Garten. | Felix Kupsch                                                |                 | Meckenheimer Allee 169 ⊙                                     | Poppelsdorf            |
| weitere Bilder                                        | Spielplastik Ente-Seehund-Schwein                                                         | Die Spielplastik auf einem Spielplatz zwischen Schneidemühler/Görlitzer Straße in der Bundessiedlung Tannenbusch wurde 1959 von Clemens Pasch aus Kunststein (einem Gemisch aus Zement und gemahlenem Naturstein) gegossen. Die dazugehörigen Tiere waren unterschiedlich eingefärbt und zwischen 100 und 130 Zentimeter lang. Heute ist nur noch das rötlich getönte, halb vergrabene, Schwein erhalten. | Clemens Pasch                                               | 1959            | Schneidemühler/ Görlitzer Straße ⊙                           | Tannenbusch            |
| weitere Bilder                                        | Schräge                                                                                   | Die Skulptur aus Kalkstein wurde von Paul Dierkes im Jahr 1962 geschaffen. Sie befindet sich in einer Grünanlage zwischen Stettiner/Marienburger Straße in der Bundessiedlung Tannenbusch. Der Kalkstein-Monolith ist auf einem Findling befestigt und war bis 2021 von dichtem Buschwerk umgeben. | Paul Dierkes                                                | 1962            | Stettiner/ Marienburger Straße ⊙                             | Tannenbusch            |
| weitere Bilder                                        | Treppenbrunnen                                                                            | Der Brunnen, nach einem Entwurf von Gottfried Böhm, wurde 1980 am Aufgang zum damaligen Altstadtcenter eingeweiht. Seine Form erinnert an einen künstlichen Bach, er ist circa fünf Meter lang und besteht aus Basaltlava und Backstein. | Gottfried Böhm                                              | 1980            | Michaelplatz ⊙                                               | Alt-Godesberg          |
| weitere Bilder                                        | Wasserlauf                                                                                | Der Brunnen, nach einem Entwurf von Gottfried Böhm, wurde 1980 an der Westfassade des damaligen Altstadtcenters eingeweiht. Das Wasser entspringt im oberen Drittel des mittleren Teils der pyramidenförmigen Fassade. | Gottfried Böhm                                              | 1980            | Michaelplatz ⊙                                               | Alt-Godesberg          |
| weitere Bilder                                        | Vogelnest                                                                                 | Die Skulptur befindet sich an der Finkenhofschule und wurde 1967 dort aufgestellt. | (Unbekannt)                                                 | 1967            | Ossietzkystraße 34 ⊙                                         | Duisdorf               |
| weitere Bilder                                        | Ziegendenkmal                                                                             | Das Denkmal wurde 2013 von Peter Rübsam geschaffen. Es wurde auf Initiative des Ortsausschusses Friesdorf auf dem Klufterplatz aufgestellt, um die Bedeutung der Hausziege für die Friesdorfer Bevölkerung zu würdigen. | Peter Rübsam                                                | 2013            | Klufterplatz ⊙                                               | Friesdorf              |
| weitere Bilder                                        | Begegnungen                                                                               | Die Skulptur wurde von Wolfgang Hunecke aus Stahlblech geschaffen und im April 1991 an der Bonner Hermann-Ehlers-Jugendherberge auf dem Venusberg aufgestellt. Aus jeder der fünf unbehandelten Stahlplatten wurden menschliche Silhouetten herausgeschnitten, welche sich im Innenbereich und im Innenhof der Jugendherberge befinden. | Wolfgang Hunecke                                            | 1991            | Haager Weg 42 ⊙                                              | Venusberg              |
| weitere Bilder                                        | Auffliegender Vogelschwarm                                                                | Die Kupferskulptur von Fritz Melis wurde am 18. Juli 1970 in Duisdorf an der Ecke Julius-Leber- und Goerdelerstraße aufgestellt. Die 16 Kupferbleche, die einen Vogelschwarm darstellen, sind durch ein verzinktes Stahlgerippe verstärkt. Sie nehmen Bezug auf die Wohnsiedlung Finkenhof, deren Straßen nach Widerstandskämpfern benannt sind. | Fritz Melis                                                 | 1970            | Julius-Leber-/ Goerdelerstraße ⊙                             | Duisdorf               |
| weitere Bilder                                        | Europa Obelisk                                                                            | In dem Objekt aus Beton, Marmor und Keramik sind 17 Handabdrücke der bis 1989 gewählten Präsidenten von EKGS, EAG und EWG/EG verarbeitet. Der Obelisk wurde am Europatag 1989 enthüllt. Der ursprünglich krönende Adler mit ausgebreiteten Schwingen ist nicht mehr erhalten. | Charles Paul Wilp                                           | 1989            | Zitelmannstraße 22 ⊙                                         | Bonn-Gronau            |
| weitere Bilder                                        | Brunnen Maximilian-Passage                                                                | Der Brunnen nach einem Entwurf von Friedrich Spengelin war seit 2009 außer Betrieb. Er wurde 1977 errichtet und 2018 wegen der Umgestaltung des Platzes abgerissen. Er bestand aus mehreren Basaltblöcken, das Wasser floss aus einem Quellstein in zunächst zwei ovale Auffangbecken und wurde danach über Treppenstufen in fünf unterschiedlich große rechteckige Laufbecken geleitet. Im obersten dieser Becken befanden sich drei Sprudelsteine. | Friedrich Spengelin                                         | 1977            | Maximilianstraße                                             | Bonn-Zentrum           |
| weitere Bilder                                        | Schürreskarren-Brunnen                                                                    | Der Schürreskarren-Brunnen wurde von Sigrid Wenzel gestaltet und erinnert an die traditionellen Schürreskarren-Rennen der Junggesellen in Ramersdorf. Der bronzene Brunnen aus dem Jahr 1992 befindet sich an der Ecke Gallusstraße / Holzgasse. | Sigrid Wenzel                                               | 1992            | Gallusstraße/ Holzgasse/ Gerichtsweg ⊙                       | Ramersdorf             |
| weitere Bilder                                        | Brunnen am Frankenbad                                                                     | Der Brunnen wurde am 22. Juni 1989 anlässlich der 2000-Jahr Feier der Stadt Bonn eingeweiht. Er besteht aus 22 einzelnen Wasserstrahlen und ist circa 2,70 Meter lang. Die vier Bronzetafeln an den Ecken wurden von Manfred van Rey entworfen, die Gestaltung übernahm Friedemann Sander. Die Tafeln zeigen das Bonner Stadtwappen, das von Porträtreliefs der fünf Kölner Kurfürsten Ernst, Ferdinand, Max Heinrich, Josef Clemens und Clemens August von Bayern und einer Inschrift umrahmt wird. Die Inschrift lautet: „BAUTEN / BONN Z. / HAUPT- U. / RESIDENZSTADT / KURKÖLNS AUS / 1583-1761“. | Manfred van Rey / Friedemann Sander / Stadtplanungsamt Bonn | 1989            | Adolfstraße ⊙                                                | Nordstadt              |
| weitere Bilder                                        | Senkrechte durchbrochene Form                                                             | Die Skulptur wurde von Herbert Benninghoff aus Kunststein (Jurakalk) geschaffen und 1986 an der Waldorfschule Tannenbusch aufgestellt. Die Skulptur, die Abschlussarbeit des Künstlers an der Alanus-Hochschule, wurde zweimal erstellt. Die zweite erhielt 1989 Châteauneuf-sur-Charente, die Partnerstadt von Alfter. | Herbert Benninghoff                                         | 1984 / 1985     | Stettiner Straße 21 ⊙                                        | Tannenbusch            |
| weitere Bilder                                        | Liegender Löwe                                                                            | Die Skulptur wurde 1985 auf dem Schulhof der Waldorfschule Tannenbusch aufgestellt und wurde aus einem Findling gehauen. Die Arbeit wurde von der 12. Klasse (Jahrgang 1984/85) gefertigt, der Findling aus roten Sandstein befand sich auf dem Schulgelände. Die Skulptur ist mittlerweile stark verwittert, es wurde jedoch auch nur eine Seite des Steins bearbeitet. | Schulklasse der Waldorfschule                               | 1984 / 1985     | Stettiner Straße 21 ⊙                                        | Tannenbusch            |
| weitere Bilder                                        | Fisch (Springbrunnen)                                                                     | Der mittlerweile stillgelegte Brunnen wurde 1960 in Auftrag der Frankfurter Siedlungsgesellschaft in der damaligen Trabantenstadt Tannenbusch aufgestellt. Der Brunnen befindet sich in einer Grünanlage an der Marienburger Straße hinter dem Haus mit der Nummer 9. | Martin Frey                                                 | 1960            | Marienburger Straße 9 ⊙                                      | Tannenbusch            |
| weitere Bilder                                        | Bildstock                                                                                 | Die Skulptur besteht aus fünf vertikal gestaffelten Eichenbohlen, wobei die unteren als Symbol für Kirche und Staat und die oberen, mit Walzblei verkleideten, für die Dreisamkeit von Schülern, Lehrern und Eltern verstanden werden können. Der ursprünglich eingefügte Bergkristall wurde gestohlen. Die insgesamt sechs Meter hohe Skulptur wurde 1980 aufgestellt. | Johannes Reinarz                                            | 1980            | Kölnstraße 413 ⊙                                             | Auerberg               |
| weitere Bilder                                        | Tierpfeiler                                                                               | Die Skulptur wurde 1962 an der Paulusschule im Bonner Ortsteil Tannenbusch aufgestellt. | Ernemann Sander                                             | 1962            | Hohe Straße 11 ⊙                                             | Tannenbusch            |
| weitere Bilder                                        | Stele Auerberger Mitte                                                                    | Die Stele wurde 2015, auf Initiative des Bezirksvorstehers Karl Wilhelm Starcke, im Bonner Ortsteil Auerberg aufgestellt. Sie zeigt die alten Straßenverläufe in Auerberg und erklärt gleichzeitig die Geschichten der alten Straßenbezeichnungen. | (Unbekannt)                                                 | 2015            | Auerberger Mitte ⊙                                           | Auerberg               |
| weitere Bilder                                        | Plakette Reuterpark                                                                       | Nach der Auflösung des Bonner Eisclubs im Jahr 1912 schenkte dieser der Stadt Bonn das Gelände zur Förderung von Sport und Spiel. Der Überlassungsvertrag befindet sich im Bonner Stadtarchiv. | (Unbekannt)                                                 | 1912            | Reuterstraße 100 ⊙                                           | Kessenich              |
| weitere Bilder                                        | Immerather Kreuz                                                                          | Das Kreuz wurde nach dem Abriss der Pfarrkirche von Immerath, St. Lambertus, an der Apsis der Bonner Kirche St. Franziskus im Ortsteil Nordstadt angebracht und 2018 geweiht. | (Unbekannt)                                                 | unbekannt       | Adolfstraße 77 ⊙                                             | Nordstadt              |
| weitere Bilder                                        | Balustrade in Eisenguss                                                                   | Die Skulptur wurde 1980 von Johannes Reinarz, einem Mitglied der Künstlergruppe „Semikolon“ geschaffen und 1995 im Bonner Ortsteil Duisdorf aufgestellt. | Johannes Reinarz                                            | 1980            | Rochusstraße (gegenüber Haus 178) ⊙                          | Duisdorf               |
| weitere Bilder                                        | Gäste im Hotel (Begegnung)                                                                | Die Skulptur aus dem Jahr 1983 befindet sich vor dem Eingang eines Hotels an der Bonner Adenauerallee in der Südstadt. Sie erinnert an ein Hotelzimmer, in dem sich eine Frau aufhält. Die Figur spiegelt sich in einer Seitenwand, in der zusätzlich ein Mann zu sehen ist, und deren Rückseite als heruntergelassene Jalousie ausgeprägt ist, wider. | Richard Heß                                                 | 1983            | Adenauerallee 9 ⊙                                            | Südstadt               |
| weitere Bilder                                        | Nagelbrunnen                                                                              | Der Brunnen, vor dem Generalkonsulat der Vereinigten Arabischen Emirate in der Bonner Südstadt, besteht aus rund 70 Stahlrohren. Jedes Rohr ist mit einem Bronzeplättchen, gegen die das Wasser stößt, versehen. So entsteht eine, aus vielen kleinen Kreisen bestehende, Wasserkuppel. Er wurde 1982 nach einem Entwurf von Karl Heinz Görres gestaltet. | Karl Heinz Görres                                           | 1982            | Erste Fährgasse 6 ⊙                                          | Südstadt               |
| weitere Bilder                                        | Lichtkunstinstallationen BTHVN2020                                                        | Im Rahmen des Beethoven-Jubiläumsjahrs 2020 wurden zehn Lichtkunstinstallationen des Berliner Künstlerkollektivs „Schultze Müller“ unter dem Titel Zum Licht im Bonner Stadtgebiet gezeigt. Installationen und Standorte: Das Zimmer Nr. 1 Poststraße, 53111 Bonn, in Höhe des Ausgangs der U-Bahn-Station und Nr. 10 Wilhelmsplatz, 53111 Bonn, Grünfläche Die Menschen (interaktiv) Nr. 2 Fassade und Vorplatz des Stadthauses Das Wasser Nr. 3 Bonngasse 21, 53111 Bonn Der Geist Nr. 4 Sternstr. 53, 53111 Bonn und Nr. 5 Friedrichstr. 18, 53111 Bonn Der Bürger Nr. 6 Beethovendenkmal auf dem Münsterplatz, 53111 Bonn Die Welt Nr. 7 Wallmauer am Alten Zoll, 53113 Bonn Die Kugel Nr. 8 Hofgartenwiese, 53113 Bonn Die Wand Nr. 9 Lichtstrahl vom Kaiserplatz bis zum Poppelsdorfer Schloss | Nils-R. Schultze und Felix Müller                           | 2019            | Verschiedene Standorte                                       | Bonn-Zentrum           |
| weitere Bilder                                        | Durchbruch                                                                                | Die Skulptur aus Cortenstahl befindet sich vor dem Bundeshaus am Platz der Vereinten Nationen. | Hermann Glöckner                                            | 1935/1992       | Platz der Vereinten Nationen ⊙                               | Gronau                 |
| weitere Bilder                                        | Meistdeutigkeit                                                                           | Die Skulptur besteht aus verzinkten Stahlblechen von Fahrradständern und wurde 1996 auf dem Vorplatz des damaligen Plenarsaals aufgestellt. | Olaf Metzel                                                 | 1996            | Platz der Vereinten Nationen ⊙                               | Gronau                 |
| weitere Bilder                                        | What If?                                                                                  | Die Skulptur aus dem Jahr 2012 besteht aus pulverbeschichteten Stahl- und Edelstahlrohren. Sie befindet sich vor einem Bürogebäude an der Ecke Willy-Brandt-Allee/Heussallee, direkt gegenüber dem Kunstmuseum Bonn. | Christoph Dahlhausen                                        | 2012            | Willy-Brandt-Allee/Heussallee ⊙                              | Gronau                 |
| weitere Bilder                                        | Hermes auf dem Flügelrad                                                                  | Die Steinfigur war seit 1935 Bestandteil von Bonn Rheinuferbahnhof und befand sich bis zum Abriss des Gebäudes im Jahr 1985 an dessen Außenfassade. In der Darstellung sitzt Hermes, der die Stadtwappen von Köln und Bonn in den Händen hält, auf einem Flügelrad, dem Symbol der Eisenbahn und des Schienenverkehrs. Die Faust unter dem Rad bündelt Blitze als Symbol der Elektrizität. | (Unbekannt)                                                 | unbekannt       | Gerhart-Hauptmann-Straße 8 ⊙                                 | Dransdorf              |
| weitere Bilder                                        | Figur                                                                                     | Die bronzene Skulptur von Thomas Duttenhoefer aus dem Jahr 1988 wurde im Auftrag des Landes Rheinland-Pfalz geschaffen. Der Künstler gestaltete aus mehreren aneinander geschweißten Platten einen abstrakten weiblichen Körper. Sie wurde 1990 am Eingangsbereich der damaligen Landesvertretung Rheinland-Pfalz aufgestellt und wurde mit dem Gebäude verkauft. | Thomas Duttenhoefer                                         | 1990            | Heussallee 18–24 ⊙                                           | Gronau                 |
| weitere Bilder                                        | Skulptur als Symbol für Niedersachsen                                                     | Die Skulptur, bestehend aus Stein und Bronze, wurde von der Künstlergemeinschaft Schwerdtfeger + Heisig zwischen 1989 und 1991 geschaffen und symbolisiert das Bundesland Niedersachsen. Das Land, das Gebirge, Tiefland und Meeresküste besitzt, wird hier durch eine unterbrochene Sinuskurve dargestellt. Der Hammer steht für das Gebirge, welches in ein Tiefland übergeht, an dessen Ende sich die See als halbkreisförmiges Segment anschließt. Die Skulptur wurde vom Land Niedersachsen in Auftrag gegeben und am 16. Mai 1991 vor der Landesvertretung Niedersachsen eingeweiht. | Stefan Schwerdtfeger und Diether Heisig                     | 1991            | Kurt-Schumacher-Straße 28 ⊙                                  | Gronau                 |
| weitere Bilder                                        | Durchdringung                                                                             | Das Werk von Wolfgang Göddertz aus dem Jahr 1991 wurde im Auftrag der Deutsche Krankenversicherung Köln geschaffen. Es besteht aus 14 Edelstahlrohren, die, ausgehend von einer Säule, die Wand eines Gebäudes scheinbar durchdringen. | Wolfgang Göddertz                                           | 1991            | Dreizehnmorgenweg 11 ⊙                                       | Friesdorf              |
| weitere Bilder                                        | Aus der Quelle schöpfen                                                                   | Die bronzene Skulptur von Ernemann Sander aus dem Jahr 1993 befindet sich vor dem Eingang des Seniorenzentrums „Theresienau“ in Bonn-Oberkassel. In Anlehnung an Johannes 4, Psalm 36,10 „Denn bei dir ist die lebendige Quelle, und in deinem Licht sehen wir das Licht“ lautet die Inschrift: „– aus der Quelle schöpfen –, Ps 36,10 – Joh 4“. | Ernemann Sander                                             | 1993            | Theresienau 20 ⊙                                             | Oberkassel             |
| weitere Bilder                                        | Hetzender Hund                                                                            | Die bronzene Skulptur von Ernemann Sander aus dem Jahr 1971 befindet sich auf dem Bonner Heiderhof. Der scheinbar fliegende Windhund ist auf einem Sockel aus Muschelkalk befestigt. | Ernemann Sander                                             | 1971            | Weißdornweg 49–51 ⊙                                          | Heiderhof              |
| weitere Bilder                                        | Ehrenmal Schwarzrheindorf 1922                                                            | Das Ehrenmal nach einem Entwurf des Bildhauers Gottfried Welter wurde vermutlich Ende 1922 auf dem Friedhof in Schwarzrheindorf aufgestellt. Es trägt neben den Namen von Gefallenen die Inschrift: „Unseren gefallenen Helden / Die dankbare Gemeinde“. | Gottfried Welter                                            | 1922            | Bergheimer Straße ⊙                                          | Schwarzrheindorf       |
| weitere Bilder                                        | Gedenkkreuz Schwarzrheindorf 1949                                                         | Das Kreuz aus dem Jahr 1949 wurde von dem Mucher Steinmetz Werner Hartmann geschaffen und auf dem Friedhof in Schwarzrheindorf aufgestellt. Es ist aus Grauwacke und circa 3,60 Meter hoch und trägt auf der Sockelseite ein Christogramm und die Inschrift „Unseren Opfern der Kriege / zum Gedächtnis / den Lebenden / zum Troste / + / errichtet im Jahre des Herren / 1949“. Flankiert wird es rechts und links von Grabsteinen. | Werner Hartmann                                             | 1949            | Bergheimer Straße ⊙                                          | Schwarzrheindorf       |
| weitere Bilder                                        | Die Trauernden                                                                            | Die Skulptur wurde 1918 von Karl Menser geschaffen. Die 2,70 Meter hohe Plastik aus Muschelkalk zeigt ein eng aneinander geschmiegtes unbekleidetes Paar. Durch die Nacktheit wurde die Skulptur jedoch als ungeeignet befunden, in der Öffentlichkeit gezeigt zu werden. Im August 1938 wurde die Skulptur angeblich der Stadt Rheinbach geschenkt, verblieb aber dann anscheinend im Besitz der Stadt Bonn. 1985 wurde sie dann, mittlerweile in vier Blöcke zersägt, wieder zusammengesetzt und ohne den geplanten Sockel, in der Nähe der Trauerhalle des Waldfriedhofes Kottenforst aufgestellt. | Karl Menser                                                 | 1918            | Am Götgesbach ⊙                                              | Röttgen                |
| weitere Bilder                                        | Brunnen „Am Schlossplatz“                                                                 | Der achteckige Brunnen aus dem Jahr 1985 besteht aus Trachyt und ist durch die verwendeten Stahlrohre pavillonartig gestaltet. Seine Form erinnert an einen Brunnen, der auf einem Stich aus dem Jahr 1801 zu sehen ist. | (Unbekannt)                                                 | 1985            | Am Schlossplatz ⊙                                            | Röttgen                |
| weitere Bilder                                        | Bronzerelief Herzogsfreude                                                                | Das Relief wurde am 21. September 1985 eingeweiht. Es zeigt das Jagdschloss Herzogsfreude in Röttgen um 1800. Eine Tafel auf dem Sockel trägt die Inschrift: „Jagdschloss Herzogsfreude / vom Kölner Kurfürsten / Clemens August zwischen / 1753 und 1761 erbaut; ab / 1804 vollständig abgerissen“. | Friedemann Sander                                           | 1985            | Am Schlossplatz ⊙                                            | Röttgen                |
| weitere Bilder                                        | Menora                                                                                    | Die Stätte zum Gedenken an die bei den Novemberpogromen im Jahr 1938 zerstörte Poppelsdorfer Synagoge ist 1963 eingeweiht worden. Sie wurde am 9. November 1988 um die Nachbildung der Menora erweitert. Der Gedenkstein trägt die Inschrift: „An dieser Stelle stand die Poppelsdorfer Synagoge. Sie wurde im Jahre 1902 erbaut und bei den nationalsozialistischen Gewalttaten gegen unsere Bürger am 9. November 1938 zerstört.“ | Hans Wolfgang Delfosse                                      | 1963 / 1988     | Bennauerstraße ⊙                                             | Poppelsdorf            |
| weitere Bilder                                        | Wandskulptur 2010-3                                                                       | Die bronzene Wandskulptur von Ingo Ronkholz befindet sich im Skulpturenhof des LVR-LandesMuseum Bonn. | Ingo Ronkholz                                               | 2010            | Colmantstraße 14–18 ⊙                                        | Weststadt              |
| weitere Bilder                                        | Achse mit 3 Scheiben                                                                      | Die stählerne Skulptur wurde 1986 geschaffen. Die drei Scheiben, die sich jeweils im Durchmesser um 30 Zentimeter unterscheiden, wobei die größte Scheibe einen Durchmesser von 150 Zentimeter hat, sind auf zwei unterschiedlich lange Achsen montiert. | Heinz-Günter Prager                                         | 1986            | Colmantstraße 14–18 ⊙                                        | Weststadt              |
| weitere Bilder                                        | Äon                                                                                       | Äon, der Begriff steht hier als ein Synonym für Ewigkeit. Das gebogene E wurde 1999 geschaffen. | Reinhard Puch                                               | 1999            | Colmantstraße 14–18 ⊙                                        | Weststadt              |
| weitere Bilder                                        | Im Gesteins – unter N.N.                                                                  | Die Skulptur aus Kalkstein wurde 2001 geschaffen. Der Name verweist auf das Neandertal, das bis in das frühe 19. Jahrhundert überwiegend als „das Gesteins“ bezeichnet wurde, und auf den dort gefundenen Neandertaler. | Klaus Simon                                                 | 2001            | Colmantstraße 14–18 ⊙                                        | Weststadt              |
| weitere Bilder                                        | Rotation                                                                                  | Die Stahlskulptur wurde 2003 geschaffen. Die Eisenstäbe, die von einem dicken Drahtseil gehalten werden, haben verschiedene Durchmesser. | Ansgar Nierhoff                                             | 2003            | Colmantstraße 14–18 ⊙                                        | Weststadt              |
| weitere Bilder                                        | Tripoli III / Große sitzende Tripolitanerin                                               | Die Skulptur wurde 1963 von Emy Roeder geschaffen. Sie zeigt eine Bewohnerin der libyschen Hauptstadt, die sitzend mit der linken Hand nach ihrem Schleier greift. Die Figur aus Bronze ist die einzige Monumentalplastik, die von der Künstlerin für eine Freilichtaufstellung geschaffen wurde. | Emy Roeder                                                  | 1963            | Colmantstraße 14–18 ⊙                                        | Weststadt              |
| weitere Bilder                                        | Die Badende                                                                               | Die Skulptur von Ernemann Sander aus dem Jahr 1965 befindet sich seit 2001 im Skulpturenhof des Rheinischen Landesmuseums. | Ernemann Sander                                             | 1965            | Colmantstraße 14–18 ⊙                                        | Weststadt              |
| weitere Bilder                                        | Zwischen zwei Blöcken                                                                     | Die Marmorskulptur von Petra Siering aus dem Jahr 2008 befindet sich als Dauerleihgabe im Skulpturenhof des Rheinischen Landesmuseums. | Petra Siering                                               | 2008            | Colmantstraße 14–18 ⊙                                        | Weststadt              |
| weitere Bilder                                        | Lesendes Mädchen                                                                          | Die Skulptur aus dem Jahr 1955 wurde von Wilhelm Hugues geschaffen. Sie befindet sich an der Venusberger Waldschule, einer städtische Gemeinschaftsgrundschule. | Wilhelm Hugues                                              | 1955            | Don-Bosco-Straße 1 ⊙                                         | Venusberg              |
| weitere Bilder                                        | Mutter mit Kind                                                                           | Die Skulptur von Fritz Wachsmuth aus dem Jahr 1953 befindet sich auf dem Bonner Venusberg. Als Werkstoff wurde Beton verwendet. | Fritz Wachsmuth                                             | 1953            | Haager Weg 9 ⊙                                               | Venusberg              |
| weitere Bilder                                        | Makrokern                                                                                 | Die Arbeit von Karl-Ludwig Schmaltz aus dem Jahr 1974 besteht aus Edelstahl und Aluminium und hat die Form eines Oktaeders mit gekappten Spitzen. Der Kern besteht aus zwölf Prismen, die drehbar gelagert sind. Die Skulptur steht auf einer Oktaederspitze, die Prismen wurden ursprünglich angestrahlt. | Karl-Ludwig Schmaltz                                        | 1974            | Im Schmalzacker 49 ⊙                                         | Ückesdorf              |
| weitere Bilder                                        | Die Schwangere                                                                            | Die Skulptur wurde der Universitätsfrauenklinik Bonn von Frau Hildegard vom Dorp-Ebbinghaus, der Nichte und Alleinerbin von Willy Meller, gestiftet. Die Skulptur stammt aus dem Jahr 1951. Die Bronzeplakette auf dem Sockel trägt die Inschrift: „Die Schwangere / von Willy Meller / der Frauenklinik gestiftet von Hilde v. Dorp-Ebbinghaus“ | Willy Meller                                                | 1951            | Sigmund-Freud-Straße 25 ⊙                                    | Venusberg              |
| weitere Bilder                                        | Brunnen (abstrakte Plastik)                                                               | Der Brunnen wurde von Edith Hultzsch gestaltet und befindet sich im Innenhof der Neurologischen Klinik des Bonner Universitätsklinikums. | Edith Hultzsch                                              | unbekannt       | Sigmund-Freud-Straße 25 ⊙                                    | Venusberg              |
| weitere Bilder                                        | Transfiguration                                                                           | Die Skulptur des schottischen Bildhauers Rob Mulholland verbindet die Bereiche „Außen – Innen – Außen“ des Deutschen Zentrums für Neurodegenerative Erkrankungen (DZNE) in Bonn. Die vorderen Element stellen Gehirnwellen dar, die sich im Innenbereich des Haupteinganges wiederfinden. Scheibenförmige Edelstahlelemente im Boden der Eingangshalle und am hinteren Wandbereich symbolisieren Neurotransmitter, die sich im hinteren Außenbereich zu einer greifbaren Struktur verbinden. | Rob Mulholland                                              | 2017            | Sigmund-Freud-Straße 25 ⊙                                    | Venusberg              |
| weitere Bilder                                        | Gendildonna II                                                                            | Die stählerne Skulptur von Gustav Reinhardt aus dem Jahr 1983 besteht aus Metallschrott. Die geometrischen Formen wurden so zusammengeschweißt, dass in der Gesamtform eine weibliche Figur zu erkennen ist. | Gustav Reinhardt                                            | 1983            | Weberstraße 59a ⊙                                            | Südstadt               |
| weitere Bilder                                        | Die 5 – die Aufhebung der Schwere                                                         | Die Skulptur, geschaffen 2016 von Thomas Schönauer, befindet sich an einem Gebäude des DLR-„Campus Oberkassel“ in der Heinrich-Konen-Straße. Die 1,7 Tonnen schwere Skulptur aus Edelstahl stellt eine „Fünf“ dar und wurde von Christine Reinhold gestiftet. | Thomas Schönauer                                            | 2016            | Heinrich-Konen-Straße 5 ⊙                                    | Oberkassel             |
| weitere Bilder                                        | Europa-Sonnenuhr (UCCE-Stele)                                                             | Die Sonnenuhr von Anton Schmitz aus dem Jahr 1989 trägt auch die Bezeichnung „UCCE-Stele“. Die alternative Bezeichnung leitet sich aus den Buchstaben UCCE (Union des Capitales de Communauté Européenne), die sich in einem Kreis von zwölf Sternen befinden, ab. Auf der Säule befinden sich außerdem, in kreisförmiger Anordnung, die Namen der zum Zeitpunkt der Einweihung 12 Hauptstädte der Europäischen Union. Die Zeitdifferenz, die mit angegeben ist, bezieht sich auf Bonn. Die Sonnenuhr wurde anlässlich der Vollversammlung der UCCE in Bonn als Symbol der Freundschaft innerhalb der EG-Union eingeweiht. | Anton Schmitz                                               | 1989            | Rathenauufer ⊙                                               | Südstadt               |
| weitere Bilder                                        | Jakob-Müller-Brunnen                                                                      | Der Brunnen von Heinrich Esser, in Ausprägung einer Pferdetränke, aus dem Jahr 1987 besteht aus Gusseisen und erinnert an einen Trogbrunnen, der früher hier stand. Der Brunnen trägt das Wappen von Oberkassel, die Brunnenschale ist mit Löwenköpfen verziert. Namensgeber für den Brunnen ist Herr Jakob Müller, der Mitbegründer und langjährige Vorsitzende des Obst- und Gartenbauvereins. Neben dem Brunnen befindet sich eine Tafel mit folgender Inschrift: Dieser Brunnen wurde von Heinrich Esser / entworfen, geformt und in der Firma / Rübenach gegossen. Er stiftete ihn dem / Obst- u. Gartenbauverein Oberkassel. / Aufbau, Gestaltung und Installation des / Brunnens waren eine Spende der Firmen / Fritz Pacht und Otto Kranz. / Übergabe an die Bürgerschaft erfolgte / am 31. Mai 1987 | Heinrich Esser                                              | 1987            | Königswinterer Straße 675 ⊙                                  | Oberkassel             |
| weitere Bilder                                        | Brunnen Marktplatz Oberkassel                                                             | Der Brunnen aus Basaltstein besteht aus drei Stelen, befindet sich auf dem Marktplatz in Oberkassel und wurde 1991 errichtet. Zwei der Stelen sind mit architektonischen Motiven verziert. Die große Stele zeigt die alte evangelische Kapelle und eine historische Stadtsilhouette, die kleineren die katholische Pfarrkirche St. Cäcilia und das Lippesche Palais. Das Material des Brunnens erinnert an den Basaltabbau, der in Oberkassel stattgefunden hat. | (Unbekannt)                                                 | 1991            | Königswinterer Straße 695 ⊙                                  | Oberkassel             |
| weitere Bilder                                        | Ehrenmal Oberkassel                                                                       | Das Ehrenmal wurde am 16. Oktober 1932 durch Bürgermeister Nücker eingeweiht. Es besteht aus einer Mauer, die den Marktplatz vom heutigen Bürgerpark abgrenzt, und einem 10 Meter hohen Pfeiler mit Kreuz. Auf der Mauer sind Steinplatten mit den Namen der Gefallenen der Jahre 1914 bis 1918 befestigt. Das Grundstück wurde durch den Prinzen Julius Ernst zur Lippe zur Verfügung gestellt. 2019 wurde, auf Initiative des Oberkasseler Heimatvereins, eine zweite Mauer errichtet, auf der die Namen der Opfer des Zweiten Weltkrieges aufgeführt sind. | Fritz Becker                                                | 1932            | Königswinterer Straße 695 ⊙                                  | Oberkassel             |
| weitere Bilder                                        | Der Denker                                                                                | Die Skulptur des Bildhauers Dieter W. Meding aus dem Jahr 2001 wurde für die Firmenzentrale des Software-Herstellers SER geschaffen. Bei dem Umzug der Firma von Neustadt (Wied) nach Bonn wurde die 7,8 Tonnen schwere und fünf Meter hohe Bronzeskulptur im Jahr 2013 mit an den neuen Standort genommen. | Dieter W. Meding                                            | 2001            | Joseph-Schumpeter-Allee 19 ⊙                                 | Ramersdorf             |
| weitere Bilder                                        | Wegzeichen                                                                                | Das Industriedenkmal von Lars Ulrich Schnackenberg aus dem Jahr 1989 dient als Wegzeichen für das Kultur- und Gewerbezentrum in Beuel, die ehemalige Rheinische Tapetenfabrik. Das Denkmal besteht aus einem aufgeschweißten Farbsilo und der von der Maschinenfabrik Herbert Olbrich in Bocholt hergestellten Walze einer alten Tapetendruckmaschine. | Lars Ulrich Schnackenberg                                   | 1989            | Auguststraße 3 ⊙                                             | Beuel-Ost              |
| weitere Bilder                                        | Garten der Erinnerung                                                                     | Die 2000 / 2001 in einem Kreis von zwanzig Birken errichtete weiße Stele befindet sich im Park der LVR-Klinik Bonn, in der Nähe des Mondorfer Baches. Sie wurde von der Künstlerin Valentina Pavlova errichtet und erinnert an die Opfer der NS-Medizin. | Valentina Pavlova                                           | 2000/2001       | Kaiser-Karl-Ring 20 ⊙                                        | Bonn-Castell           |
| weitere Bilder                                        | Kugelbrunnen Lannesdorf                                                                   | Der Brunnen aus dem Jahr 1980 befindet sich auf dem Brunnenplatz, einem ehemaligen Schulhof in Lannesdorf, und besteht aus einer Basaltkugel mit einem Durchmesser von 120 cm. | (Unbekannt)                                                 | 1980            | Brunnenplatz ⊙                                               | Lannesdorf             |
| weitere Bilder                                        | Brunnen mit Fisch                                                                         | Der Brunnen wurde 1981 anlässlich der 300-Jahr-Feier der Kapelle „Sieben Schmerzen Mariens“ errichtet. Er erinnert an einen alten Brunnen, der sich wenige Meter entfernt befand. Der Brunnen befindet sich in einer Grünanlage, dem alten Mehlemer Schützenplatz, und ist aus roten Ziegelsteinen gemauert. Der Wasserspeier, ein mit aufgeschweißten Metallschuppen versehener Fisch, gestaltet von dem Oberwinterer Kunstschmied Karl Kessel, ist mittlerweile verschwunden. | Karl Kessel                                                 | 1981            | Bachemer Straße ⊙                                            | Mehlem                 |
| weitere Bilder                                        | Abstrakte Plastik, Dreikönige                                                             | Die Skulptur von Hermann Berges aus dem Jahr 1959 befindet sich an der Grundschule „Am Domhof“ am Eingang zur Domhofstraße. Die Formen und Kreise aus Beton stehen für die Heiligen Drei Könige. | Hermann Berges                                              | 1959            | Domhofstraße 27 ⊙                                            | Mehlem                 |
| weitere Bilder                                        | Spielplatztiere, Hipporollen                                                              | Die Skulptur der Künstlerin Sabine Naske befindet sich auf dem Bonner Heiderhof. | Sabine Naske                                                | unbekannt       | Eschenweg 21 ⊙                                               | Heiderhof              |
| weitere Bilder                                        | Lannesdorfer „Pömpchen“                                                                   | Der Brunnen aus dem Jahr 1977 hat Ähnlichkeit mit einem Mühlstein und wird durch Quellwasser gespeist. Er ist auf Initiative einiger Lannesdorfer Bürger entstanden. | (Unbekannt)                                                 | 1977            | Hermann-Löns-Straße 12 ⊙                                     | Lannesdorf             |
| weitere Bilder                                        | Der Fuchs und der Rabe                                                                    | Die 1967 von Clemens Pasch geschaffene Stele thematisiert die Fabel „Vom Fuchs und Raben“, die von Jean de La Fontaine im 18. Jahrhundert poetisch bearbeitet wurde. | Clemens Pasch                                               | 1967            | Honnefer Straße 19 ⊙                                         | Lannesdorf             |
| weitere Bilder                                        | Raumplastik (1967)                                                                        | Die Skulptur aus dem Jahr 1967 wurde von Martin Frey geschaffen. Sie ist eine von mindestens acht Skulpturen, die von ihm für Bonner Auftraggeber als „Kunst am Bau“ zwischen 1957 und 1967 gestaltet wurden. | Martin Frey                                                 | 1967            | Honnefer Straße 31 ⊙                                         | Lannesdorf             |
| weitere Bilder                                        | Großplastik – Metzental-Siedlung                                                          | Die bronzene Skulptur wurde 1971 von Raoul Ratnowsky geschaffen und am 5. Mai 1972 aufgestellt. Auf dem Körper der Figur, der von einer kreuzförmigen Stele gebildet wird, befindet sich im oberen Bereich ein menschlicher Oberkörper. In den Händen der nach oben gestreckten Arme befindet sich eine Scheibe mit reliefartigen Verzierungen. Der Körper befindet sich auf einer Plinthe, durch den unteren weit geöffneten Bogen war eine freie Sicht auf das Siebengebirge möglich. | Raoul Ratnowsky                                             | 1971            | Hopmannstraße 6 ⊙                                            | Muffendorf             |
| weitere Bilder                                        | Sitzendes Mädchen                                                                         | Die Skulptur befindet sich in der 1952 in Rüngsdorf errichteten damaligen Bundessiedlung „Im Meisengarten“. | (Unbekannt)                                                 | unbekannt       | Im Meisengarten 19 ⊙                                         | Rüngsdorf              |
| weitere Bilder                                        | Brunnen mit Frosch                                                                        | Heinz Feuerborn schuf den Brunnen 1981, es war seine erste im öffentlichen Raum aufgestellte Arbeit. Nachdem der Brunnen 1987 zerstört wurde, sorgte eine Bürgerinitiative für die Restaurierung durch den Künstler. Der Brunnen wird von Quellwasser gespeist. | Heinz Feuerborn                                             | 1981            | Lehnpütz 8 ⊙                                                 | Muffendorf             |
| weitere Bilder                                        | Plastische Gestaltung                                                                     | Die zweiteilige Skulptur aus dem Jahr 1967 befindet sich am Bonner Konrad-Adenauer-Gymnasium und wurde von der Künstlerin Barna von Sartory geschaffen. | Barna von Sartory                                           | 1967            | Max-Planck-Straße-24 ⊙                                       | Pennenfeld             |
| weitere Bilder                                        | Heckpfeiler                                                                               | Der ehemalige Vermessungspfeiler wurde 1988 von Sigrid Wenzel künstlerisch gestaltet. Der Name verweist auf seinen ursprünglichen Standort, den Heckberg bei Drabenderhöhe. Der 1867 für trigonometrische Beobachtungen im Rheinischen Dreiecksnetz errichtete Pfeiler wurde 1981 restauriert und anschließend an der Zufahrtsstraße zum damaligen Landesvermessungsamt Nordrhein-Westfalen aufgestellt. Die bronzenen Stäbe symbolisieren die Verbindungen zu den Bezugspunkten und zum ehemaligen Standort (Norden, Kölner Dom, Rauenberg/Berlin, Heckberg). Die Durchmesser der bronzenen Scheiben, auf der ehemals blauen Grundfläche, nehmen mit der Entfernung vom Pfeiler zu. Es ist unklar, ob sie Satelliten, Ortschaften oder andere Vermessungspunkte symbolisieren. | Sigrid Wenzel                                               | 1988            | Muffendorfer Straße 19 ⊙                                     | Muffendorf             |
| weitere Bilder                                        | Balustrade – Die Sitzende                                                                 | Die Skulptur von Günther Oellers auf dem Bonner Heiderhof kennzeichnete ursprünglich den Endpunkt eines Rheinhöhen-Wanderweges und sollte zur Rast einladen. Sie stammt aus dem Jahr 1973 und besteht aus Aluminiumguss und Basaltlava. | Günther Oellers                                             | 1973            | Nietzschestraße 54 ⊙                                         | Heiderhof              |
| weitere Bilder                                        | Spielende Kinder                                                                          | Die bronzene Skulptur wurde 1993 von Heinz Feuerborn geschaffen. Sie befindet sich am Kaskadenbrunnen des Bonner Ortsteils Muffendorf. | Heinz Feuerborn                                             | 1993            | Remi-Baert-Platz ⊙                                           | Muffendorf             |
| weitere Bilder                                        | Brunnenstele Heiderhof                                                                    | Die Stele wurde von Carl von Ackeren (Karl Gerhard van Ackeren) für einen Brunnen errichtet und befindet sich auf dem Gelände der Gemeinschaftsgrundschule Heiderhof. Der Brunnen ist heute nicht mehr in Betrieb. | Carl von Ackeren                                            | unbekannt       | Weißdornweg 139 ⊙                                            | Heiderhof              |
| weitere Bilder                                        | Mädchen, im Garten stehend                                                                | Die Skulptur wurde 1986 / 1987 von Eva de Maizière geschaffen. Die Familie de Maizière schenkte sie 1988 dem Bürgerverein Heiderhof, der die Skulptur auf dem Wegedreieck zwischen katholischer Kirche und Grundschule aufstellte. | Eva de Maizière                                             | 1986 / 1987     | Weißdornweg 139 ⊙                                            | Heiderhof              |
| weitere Bilder                                        | Aluminiumgussrelief, Müllenholz                                                           | Das Relief wurde 1971 von Leo Müllenholz geschaffen und befindet sich an der Fassade der Deutsche Post-Filiale im Bonner Stadtbezirk Beuel. | Leo Müllenholz                                              | 1971            | Kreuzstraße 22 ⊙                                             | Beuel-Mitte            |
| weitere Bilder                                        | Knabe am Brunnen mit Fisch                                                                | Der mittlerweile stillgelegte Brunnen wurde 1952, im Auftrag der „Rheinland Gemeinnützige Wohnungs- und Siedlungsgesellschaft mbH“, von Alfred Knott geschaffen. Er befindet sich in der Weststadt, in der ehemaligen Bundessiedlung Endenicher Straße (Bauteil: Endenicher Straße I). | Alfred Knott                                                | 1952            | Brucknerstraße ⊙                                             | Weststadt              |
| weitere Bilder                                        | Two lines oblique                                                                         | Die kinetische Plastik aus rostfreiem mattem Stahl wurde 1970 vor dem Gebäude des Deutschen Akademischen Austauschdienstes aufgestellt. Die Skulptur, von George Rickey geschaffen, besteht aus einer festen Achse in Y-Form, um die sich zwei nadelförmige Arme, vom Wind angetrieben, frei bewegen. Durch die Bewegung entstehen immer neue geometrische Figuren. Im Jahr 2010 wurde die Skulptur an ihren jetzigen Platz, an der Ahrstraße, versetzt. | George Rickey                                               | 1970            | Ahrstraße 45 ⊙                                               | Plittersdorf           |
| weitere Bilder                                        | Bonner Wand                                                                               | Das von Günter Ferdinand Ris gefertigte Edelstahlrelief befindet sich über der Hofeinfahrt des seit 2010 geschlossenen Bonner Viktoriabades. Es wurde 1972, nach einem von der Stadt Bonn ausgelobten Wettbewerb, geschaffen. | Günter Ferdinand Ris                                        | 1972            | Franziskanerstraße 3 ⊙                                       | Bonn-Zentrum           |
| weitere Bilder                                        | Ohne Titel (2000)                                                                         | Die Skulptur aus Tessiner Granit hat keinen Titel. Sie wurde im Jahr 2000 vom Schweizer Bildhauer Beat Bösiger geschaffen und befindet sich vor dem Bonner Volksbank-Haus. | Beat Bösiger                                                | 2000            | Heinemannstraße 15 ⊙                                         | Hochkreuz              |
| weitere Bilder                                        | Raumplastik (1990)                                                                        | Die Plastik aus Gusseisen ist 5,6 m lang und wurde 1990 von Christoph Mancke geschaffen. Sie befindet sich in Bonn an der ehemaligen Landesvertretung Rheinland-Pfalz und wurde dort im Rahmen des Kunst-am-Bau-Programms aufgestellt. | Christoph Mancke                                            | 1990            | Heussallee 18–24 ⊙                                           | Gronau                 |
| weitere Bilder                                        | Nach vorn II                                                                              | Die Skulptur von Alejandra Ruddoff befindet sich in Bonn am Gebäude des Deutschen Akademischen Austauschdiensts. Sie besteht aus Aluminium und wurde 2010 aufgestellt. An dem Aufstellungsort befand sich bis zu dem Zeitpunkt die Skulptur Two lines oblique. | Alejandra Ruddoff                                           | 2010            | Kennedyallee 50 ⊙                                            | Plittersdorf           |
| weitere Bilder                                        | Großer Lichtpfeiler                                                                       | Die Skulptur wurde 1973 vom Künstler Günter Ferdinand Ris geschaffen. Sie ist zweigeschossig und besteht aus 85 Leuchtstäben, die durch konvexe und konkave Formen verborgen sind. Es handelt sich um eine Leihgabe des Künstlers an Inter Nationes (heute DAAD). | Günter Ferdinand Ris                                        | 1973            | Kennedyallee 91–103 ⊙                                        | Plittersdorf           |
| weitere Bilder                                        | Schrämwalze                                                                               | Die Walze der Firma Krummenauer wurde 1982 vor der damaligen Landesvertretung des Saarlandes in Bonn aufgestellt. Sie wurde zwischen 1976 und 1979 in vier Gruben eingesetzt. | (Unbekannt)                                                 | 1982            | Kurt-Schumacher-Straße 14 ⊙                                  | Gronau                 |
| weitere Bilder                                        | Spek-Anker                                                                                | Der Originalanker eines Hochseeschiffes wurde der Landesvertretung Hamburg im Frühjahr 1978 von der Schiffswerft Blohm und Voss AG, anlässlich der Ausstellung „Maritime Industrie“, geschenkt. | (Unbekannt)                                                 | 1978            | Kurt-Schumacher-Straße 18–20 ⊙                               | Gronau                 |
| weitere Bilder                                        | ferne Nähe                                                                                | Das Kunst-am-Bau-Projekt aus dem Jahr 2003 wurde von Lutz Fritsch geschaffen. Auf der roten, 25 Meter hohen, Stahlstele befindet sich ein grüner Leuchtkopf, über den, im Morsecode, über Neuigkeiten bei caesar informiert werden kann. | Lutz Fritsch                                                | 2003            | Ludwig-Erhard-Allee 2 ⊙                                      | Hochkreuz              |
| weitere Bilder                                        | Eng sind die Schiffe                                                                      | Die Stahlskulptur aus dem Jahr 2002 wurde von Benedikt Birckenbach geschaffen. Sie befindet sich am Rheinauen Carré in Bonn, wo sich unter anderem der Firmensitz der Firma TGE Marine Gas Engineering befindet. | Benedikt Birckenbach                                        | 2002            | Mildred-Scheel-Straße 1 ⊙                                    | Hochkreuz              |
| weitere Bilder                                        | Außenthermometer                                                                          | Das Kunstwerk befindet sich am Alten Abgeordnetenhochhaus, dem heutigen Bonner Sitz des UN-Klimasekretariats. Die von einem Haushaltsthermometer abgeleitete Arbeit wurde 2012 im Rahmen eines Kunst-am-Bau-Wettbewerbs, ausgeschrieben durch das Bundesamt für Bauwesen und Raumordnung, von Michael Sailstorfer geschaffen. | Michael Sailstorfer                                         | 2012            | Platz der Vereinten Nationen ⊙                               | Gronau                 |
| weitere Bilder                                        | Blindenbrunnen                                                                            | Der Brunnen bildet das Zentrum eines Duft- und Tastgartens für Blinde. Er entstand in Zusammenarbeit zwischen dem Blindenverein Bonn e.V. und der Stadt Bonn in den Jahren 1981 bis 1983. Der Brunnen, der von Horus Engels geschaffen wurde, setzt ein buddhistisches Gleichnis von der Wahrheit um. Er wurde 1983 an die Stadt Bonn übergeben. Der zugehörige Garten wurde bereits 1979 anlässlich der Bundesgartenschau konzipiert. Die gesamte Anlage wird am Eingang auf einer bronzenen Tafel in Brailleschrift beschrieben. | Horus Engels                                                | 1983            | Rheinaue ⊙                                                   | Gronau                 |
| weitere Bilder                                        | Totempfahl der Tlingit- und Kwakiutl-Indianer                                             | Er entstand im Rahmen der Bundesgartenschau im Jahr 1979. Er wurde in Kanada vorgefertigt und durch Tony Hunt vor Ort fertiggestellt. Er ist an drei Seiten mit eingeschnitzten Figuren, Tieren und Masken verziert. Der Rabe an der Spitze, das Wappentier der Familie Hunt, bringt nach indianischer Legende den Menschen das Licht. Der Pfahl aus Rot-Zeder wurde 1989 und 2018 saniert. Von oben nach unten: - der Rabe, Wappentier der Familie Hunt - „Sisutl“, doppelköpfige Schlange - „Willkommensfigur“ mit ausgestreckten Händen - Häuptling mit schildförmigem „Kupfer“ | Tony Hunt                                                   | 1970            | Rheinaue ⊙                                                   | Gronau                 |
| weitere Bilder                                        | Sinti-Gedenktafel                                                                         | Die Gedenktafel für die Bonner Sinti-Opfer des Porajmos von 1938 bis 1945 wurde am 16. Dezember 1999 anlässlich des Gedenktags der Sinti und Roma im Beisein der Bonner Oberbürgermeisterin Bärbel Dieckmann am Pfeiler eines Lichtschachts des Bahnhofsvorplatzes installiert und kam 2016 abhanden. | (Unbekannt)                                                 | 1999            | Poststraße                                                   | Bonn-Zentrum           |
| weitere Bilder                                        | Denkmal Fliegerangriffe                                                                   | Das Backsteindenkmal mit Marmortafel und Kreuzrelief trägt die Inschrift Den Opfern der Fliegerangriffe 1943–1945 • Die Altstadt. Die Tafel war bereits 1947 provisorisch an einer Wand in der Engeltalstraße angebracht worden und befindet sich seit 1957 als eigenständiges Denkmal in einer (ehemaligen) Grünanlage, die heute verwildert und nicht mehr öffentlich zugänglich ist. | (Unbekannt)                                                 | 1947/1957       | Am Nesselroder Hof ⊙                                         | Bonn-Zentrum           |
|                                                       | Gedenktafel Landgericht                                                                   | Die am Altbau des Landgerichts angebrachte Gedenktafel erinnert an die am 6. Januar 1945 im dortigen Luftschutzkeller ums Leben gekommenen 230 Opfer eines alliierten Bombenangriffs. Sie wurde von einem ortsansässigen Metallbildhauer angefertigt und zeigt das Gesicht einer trauernden Frau. | Karl Schollmayer                                            | 1951            | Wilhelmstraße 21 ⊙                                           | Bonn-Zentrum           |
| weitere Bilder                                        | Mahnmal für die Bonner Opfer des Nationalsozialismus                                      | Das Mahnmal wurde 1950 im Bonner Hofgarten eingeweiht. Im Rahmen des U-Bahn-Bau im Jahr 1971 wurde es in den Bonner Stadtgarten versetzt. Da der neue Standort relativ versteckt war, wurde es 1997 erneut, an seinen jetzigen Standort, versetzt und mit der ergänzenden von Friedemann Sander geschaffenen Bronzetafel versehen. Inschrift Vorderseite: 600 / Bonner Bürger / Opfer des / National- / sozialismus / + / EUCH / DIE IHR STARBET / ENTRECHTET / ERNIEDRIGT / GESCHÄNDET / ZUM GEDENKEN / UNS / ZUR MAHNUNG Der über der Inschrift eingemeißelte Winkel soll an das Abzeichen von KZ-Häftlingen erinnern. Inschrift Rückseite (Bronzetafel): Zu den tausenden ermordeten und überlebenden Opfern der nationalsozialistischen Gewaltherrschaft im heutigen Bonn zählen sowohl deutsche als auch ausländische Frauen, Männer und Kinder. Opfer waren alle, die aus weltanschaulichen, religiösen, ethnisch-rassistischen, sozialen und medizinischen, sowie lesbischer und homosexueller Orientierung verfolgt wurden. Bonn 1997                                                                                                 | (Unbekannt)                                                 | 1950            | Kaiserplatz ⊙                                                | Bonn-Zentrum           |
| weitere Bilder                                        | Harfe                                                                                     | Die 1957 von Martin Frey geschaffene Skulptur wurde im Rahmen des Kunst am Bau-Projekts in der 1956 erbauten ehemaligen Bonner Bundessiedlung Kreuzbergweg II aufgestellt. | Martin Frey                                                 | 1957            | Kreuzbergweg ⊙                                               | Weststadt              |
| weitere Bilder                                        | Sandsteinrelief Burschenschaft Alemannia                                                  | Das Relief der Burschenschaft Alemannia zu Bonn stammt aus dem Jahr 1904. Es ist ein Geschenk des Bildhauers Harro Magnussen zur Einweihung des alemannischen Verbindungshauses. Inschrift: Latein: CASTRIS PER ALEMANNOS CAPTIS ULULANDUM EST ROMANIS CUM LUPIS VEL POTIUS VULPIBUS Deutsch: Nachdem die Alemannen das Lager eingenommen hatten, müssen die Römer mit den Wölfen oder besser mit den Füchsen heulen | Harro Magnussen                                             | 1904            | Rosental 105 ⊙                                               | Bonn-Castell           |
| weitere Bilder                                        | Probussäule                                                                               | Die Säule erinnert an den römischen Kaiser Probus und wurde 1892 von Wilhelm Neumann-Torborg geschaffen. Sie befand sich bis 1973 im Park des Aloisiuskollegs, wurde anschließend auf den Theaterplatz versetzt und befindet sich seit November 2014 an ihrem jetzigen Standort. | Wilhelm Neumann-Torborg                                     | 1892            | Am Kurpark ⊙                                                 | Bad Godesberg          |
| weitere Bilder                                        | Junges Mädchen                                                                            | Die Skulptur stammt angeblich von dem alten Klinikgelände der Bonner Universitätsklinik an der Beethovenhalle. Sie wurde 1950, im Rahmen der Verlagerung des Klinikgeländes, auf den Venusberg gebracht. | (Unbekannt)                                                 | unbekannt       | Robert-Koch-Straße ⊙                                         | Venusberg              |
| weitere Bilder                                        | Wettschwimmen                                                                             | Das Relief wurde 1959 im Auftrag der Stadt Bonn von Ernemann Sander geschaffen. Es befindet sich am Frankenbad, am Seiteneingang zur Tribüne A, an der Vorgebirgsstraße. | Ernemann Sander                                             | 1959            | Adolfstraße 45 ⊙                                             | Nordstadt              |
| weitere Bilder                                        | Familienraum                                                                              | Die Skulpturengruppe von Loic Devaux stammt aus dem Jahr 2013. Es handelt sich um seine Abschlussarbeit an der Alanus Hochschule. Die Gruppe besteht aus Larvikit, wobei sich im mittleren Stein vier Figurensilhouetten, Erwachsene und Kinder, befinden. | Loic Devaux                                                 | 2013            | Adolfstraße 45 ⊙                                             | Nordstadt              |
| weitere Bilder                                        | Die Frauen von Messina, Tag des Überflusses                                               | Die bronzene Skulptur wurde 1974 von Rolf Szymanski geschaffen. Sie zeigt eine weibliche Form mit drei Beinen, die eine zweite, kleinere weibliche Figur schultert. Sie befindet sich am Campus Kreuzbauten vor Haus A 5. | Rolf Szymanski                                              | 1974            | Heinemannstraße ⊙                                            | Gronau                 |
| weitere Bilder                                        | Fortifikation                                                                             | Die bronzene Skulptur wurde 1965 von Günter Ferdinand Ris geschaffen. Sie gehört zur Reihe der Fortifikationen; in der Reihe wird eine Kugelform bis zur Unkenntlichkeit verändert. Bei dieser Skulptur wurde die Grundform der Kugel horizontal gestaucht und in einen oberen und unteren Schalenbereich getrennt. Sie befindet sich am Campus Kreuzbauten vor Haus A 2. | Günter Ferdinand Ris                                        | 1965            | Heinemannstraße ⊙                                            | Gronau                 |
| weitere Bilder                                        | Auswendelnde Säule                                                                        | Die Skulptur aus Edelstahl wurde 1976 von Ursula Sax geschaffen. Sie zeigt vier leicht geschwungene, von einer Säule ausgehende „Arme“. Sie befindet sich am Campus Kreuzbauten vor Haus A 2. | Ursula Sax                                                  | 1976            | Heinemannstraße ⊙                                            | Gronau                 |
| weitere Bilder                                        | Gegenströmung                                                                             | Die kupferne Skulptur wurde 1978 von Victor Bonato geschaffen. Die Bodenskulptur stellte ursprünglich eine optische Verbindung von Innenraum (Cafeteria) und Außenraum dar. Sie wurde ein Jahr nach Fertigstellung aus Sicherheitsgründen abgebaut und 1983 Richtung Godesberger Allee neu installiert. 1998 wurde sie erheblich verändert und erhielt ihren jetzigen Namen, ursprünglich hieß sie „Gleiche Massen auf ungleichen Räumen“. Sie besteht heute aus insgesamt 16 Rohren und 5 Kugeln die durch eine auf Stützen gestellte Wand getrennt sind. Sie befindet sich am Campus Kreuzbauten vor Haus A 6. | Victor Bonato                                               | 1978            | Heinemannstraße ⊙                                            | Gronau                 |
| weitere Bilder                                        | Große Lichtwand                                                                           | Die bronzene Skulptur wurde 1974 von Karl J. Dierkes geschaffen. Die seitlich rechts signierte Skulptur („Dierkes / 74“), die wie knittriges Papier wirkt, scheint den Betonsockel kaum zu berühren und über ihm zu schweben. Sie befindet sich am Campus Kreuzbauten vor Haus A 1. | Karl J. Dierkes                                             | 1974            | Heinemannstraße ⊙                                            | Gronau                 |
| weitere Bilder                                        | Große Sammlerin                                                                           | Die bronzene Skulptur wurde 1975 von Rolf Szymanski geschaffen. Sie befindet sich am Campus Kreuzbauten zwischen Haus A 5 und A 6. | Rolf Szymanski                                              | 1975            | Heinemannstraße ⊙                                            | Gronau                 |
| weitere Bilder                                        | Hour Flour                                                                                | Die Skulptur wurde 1978 von Victor Bonato geschaffen. Jedes der drei gleich großen Tetraeder mit Oberflächen aus Spiegeln kann um sich selbst rotieren. In Ruhestellung schließen sie sich zu einer Pyramidenform zusammen. Die Skulptur befindet sich am Campus Kreuzbauten vor Haus A 2. | Victor Bonato                                               | 1978            | Heinemannstraße ⊙                                            | Gronau                 |
| weitere Bilder                                        | Ohne Titel, Kunststoffwürfel                                                              | Die Skulptur wurde 1975 von Joachim Spies geschaffen. In drei Innenhöfen, befinden sich insgesamt 44 Würfel und Rechtecke in unterschiedlicher Größe. Sie sind einzeln oder in kleinen Gruppen zusammengestellt. Sie befindet sich am Campus Kreuzbauten, Haus A 1. | Joachim Spies                                               | 1975            | Heinemannstraße ⊙                                            | Gronau                 |
| weitere Bilder                                        | Pavillon der Elemente                                                                     | Die Skulptur wurde 1981 von der österreichische Architekten- und Künstlergruppe Haus-Rucker-Co geschaffen. Der Pavillon befindet sich auf einem geklinkerten Platz und steht auf einer schrägen geneigten Fläche, die aus 105 Cortenstahlplatten besteht. Auf den Platten befinden sich die Ordnungszahlen und Zeichen der bis dahin bekannten chemischen Elemente. Sie befindet sich am Campus Kreuzbauten, nördlich von Haus A 6. | Haus-Rucker-Co                                              | 1981            | Heinemannstraße ⊙                                            | Gronau                 |
| weitere Bilder                                        | Planta                                                                                    | Die Skulptur wurde 1977 von dem Bildhauerehepaar Matschinsky-Denninghoff geschaffen. Sie besteht aus Chrom-Nickel-Stahl und erinnert an eine Pflanze. Sie befindet sich am Campus Kreuzbauten, zwischen Haus A 4 und A 5. | Matschinsky-Denninghoff                                     | 1977            | Heinemannstraße ⊙                                            | Gronau                 |
| weitere Bilder                                        | Plastische Kreuzung                                                                       | Die stählerne Skulptur wurde 1977 von Ansgar Nierhoff geschaffen. Die zwei Stahlbalken bestehen jeweils aus sechs Elementen, die mit Zapfen verbunden sind. Sie sind kreuzförmig auf einer Rasenfläche ausgelegt, wobei sie sich nicht berühren. Die Skulptur befindet sich am Campus Kreuzbauten, südlich von Haus A 2. | Ansgar Nierhoff                                             | 1977            | Heinemannstraße ⊙                                            | Gronau                 |
| weitere Bilder                                        | Polyphems Spielzeug                                                                       | Der Skulpturengarten wurde 1974 von Jürgen Hans Grümmer geschaffen. Das fünfteilige Ensemble befindet sich in einem Tiefhof, es ist 50 Meter lang und besteht aus Basaltlava, Eisen, Stahl und Holz, es hat einen Sockel aus Ziegelstein. Der Garten befindet sich am Campus Kreuzbauten, am Haus A 1. | Jürgen Hans Grümmer                                         | 1974            | Heinemannstraße ⊙                                            | Gronau                 |
| weitere Bilder                                        | Projektion I und II                                                                       | Die Skulptur wurde 1992 von Petra Siering geschaffen. Sie besteht aus zwei Marmorblöcken, die mit Eisenteilen kombiniert sind. Die Skulptur befindet sich am Campus Kreuzbauten, südlich von Haus A 2 neben der Skulptur „Plastische Kreuzung“. | Petra Siering                                               | 1992            | Heinemannstraße ⊙                                            | Gronau                 |
| weitere Bilder                                        | Steinkreisel                                                                              | Die Skulptur wurde 1972 von Jürgen Hans Grümmer geschaffen. Der zentrale Platz in der Mitte des Campus wird von einem weitläufigen Steinkreis eingefasst, in dessen Mitte sich wiederum ein niedriger Steinring befindet, der an mehreren Stellen geöffnet ist. In dessen Mitte befinden sich drei Gruppen unterschiedlich hoher massiver Basaltblöcke, die sich jeweils auf einem eigenen Plattenbelag befinden und T-förmig angeordnet sind. Die Skulptur befindet sich am Campus Kreuzbauten, zwischen den Häusern A1 und A2. | Jürgen Hans Grümmer                                         | 1972            | Heinemannstraße ⊙                                            | Gronau                 |
| weitere Bilder                                        | Stahlplastik 8/77                                                                         | Die Skulptur wurde 1977 von Erich Hauser geschaffen. Sie besteht aus industriell vorgefertigten matt polierten Metallplatten aus nichtrostendem Chromnickelstahl. Die Skulptur befindet sich am Campus Kreuzbauten, vor Haus A3. | Erich Hauser                                                | 1977            | Heinemannstraße ⊙                                            | Gronau                 |
| weitere Bilder                                        | Fest für Neptun                                                                           | Die Skulptur wurde 2004 von Sokari Douglas Camp geschaffen. Es befindet sich am Bonner Schürmann-Bau, dem Sitz der Deutschen Welle. | Sokari Douglas Camp                                         | 2004            | Kurt-Schumacher-Straße 3 ⊙                                   | Gronau                 |
| weitere Bilder                                        | Ich und der Hahn                                                                          | Die Installation wurde 2004 von Babak Saed geschaffen. Unter dem Satz „Kommen Sie ruhig näher“ befindet sich ein Drucktaster. Beim Drücken hört man 30 Mal den Hahnenschrei – in 30 verschiedenen Sprachen. Die Aufnahmen stammen von Muttersprachler der 30 verschiedenen Abteilungen der Deutschen Welle. Sie befindet sich am Bonner Schürmann-Bau, dem Sitz der Deutschen Welle. | Babak Saed                                                  | 2004            | Kurt-Schumacher-Straße 3 ⊙                                   | Gronau                 |
| weitere Bilder                                        | Verstecktes Radio                                                                         | Die Skulptur wurde 2004 von dem Künstlerpaar Svetlana und Igor Kopystiansky geschaffen. Sie erinnert an die Lebensgeschichte des Paars in der ehemaligen Sowjetunion. Dort wurden die Frequenzen des Auslandsrundfunks so gestört, dass der Empfang stellenweise nur auf dem Land möglich war. Also fuhr das Paar mit einem Rucksack und einem versteckten Radio aufs Land, um die Auslandsnachrichten zu hören. Sie befindet sich am Bonner Schürmann-Bau, dem Sitz der Deutschen Welle. | Svetlana Kopystiansky                                       | 2004            | Kurt-Schumacher-Straße 3 ⊙                                   | Gronau                 |
| weitere Bilder                                        | Wechselseitige Kommunikation (Comunicación Cruzada)                                       | Die Skulptur wurde 2004 von Manuel Marín aus Aluminiumplatten geschaffen. Sie befindet sich am Bonner Schürmann-Bau, dem Sitz der Deutschen Welle. | Manuel Marín                                                | 2004            | Kurt-Schumacher-Straße 3 ⊙                                   | Gronau                 |
| weitere Bilder                                        | Mahnmal „Berliner Mauer“                                                                  | Das Mahnmal wurde 2009 im Auftrag der Gastronomen Friedel Drautzburg und Harald Grunert, den Gründern des Gastronomiebetriebs Ständige Vertretung, von Ben Wagin geschaffen. Es befindet sich am Bonner Schürmann-Bau, dem Sitz der Deutschen Welle, und ist das einzige Mauerelement im öffentlichen Raum in der Bundesstadt Bonn. | Ben Wagin                                                   | 2009            | Kurt-Schumacher-Straße 3 ⊙                                   | Gronau                 |
| Automat Korrektur der linkshemisphärische Seite, 1986 | Automat Korrektur der linkshemisphärischen Seite, 1986                                    | Das Kästchen aus Eisenblech in Große und Form eines Briefkastens befindet sich am Rechenzentrum. Es erinnert durch die Löcher an ein Gesicht. | Bogomir Ecker                                               | 1986            | Wegelerstraße 6 Bonn ⊙                                       | Poppelsdorf            |
| weitere Bilder                                        | Kinetisches Windspiel (Kunsthain)                                                         | Das Windspiel der Künstler Hermann Goepfert und Johannes Peter Hölzinger wurde 1979, anlässlich der Bundesgartenschau im Park installiert. Es besteht aus 11 windbeweglichen Edelstahlelementen. | Hermann Goepfert und Johannes Peter Hölzinger               | 1979            | Rheinaue ⊙                                                   | Gronau                 |
| weitere Bilder                                        | Rette den Wald (Bonn)                                                                     | Der Granitfindling wurde 1983 von Silvius Wodarz bearbeitet und am 12. Januar 1984 vor dem Haupteingang des Deutschen Bundestags eingeweiht. Er trägt die Inschrift „RETTE DEN WALD/ 1983/84 / UMWELTSCHUTZVEREIN / WAHLSTEDT/ SCHLESWIG-HOLSTEIN“. Das fünfblättrige Eichenlaub wird von einem Ring umrahmt, insgesamt erinnert das Medaillon an eine DM - 10-Pfenning-Münze. Der Findling wurde später an seinen jetzigen Standort versetzt. Weitere „Waldsteine“ befinden sich in u. a. vor den Landtagen in Bremen, Hamburg und Kiel sowie in Berlin. | Silvius Wodarz                                              | 1983            | Rheinaue ⊙                                                   | Gronau                 |
| weitere Bilder                                        | Bodensonnenuhr                                                                            | Die Sonnenuhr wurde von der Bonner Gundolf Haslinde-Stiftung gestiftet und von der Gesellschaft für Chronometrie e.V. anlässlich der Bundesgartenschau zur Verfügung gestellt. Die begehbare Sonnenuhr, bei dem durch den Schatten des Betrachters die Zeit angezeigt wird, wurde von Anton Schmitz geschaffen. Das Konzept und die Berechnung erfolgte durch Heinz Schumacher. Inschriften: über Kalenderplatte: „BONN / M“ Kalenderplatte: „50,72° N 7,13° E / MITTAG / 12h 31,5min (±) / +2“ Skalaspalte li: „JUL +4 / AUG +6 / SEPT ±0 / -7 / OKT -10 / NOV -16 / DEZ -11“ Skalaspalte re: „JUN -2 / MAI -3 / APR -14 / +7 / MÄZ + 13 / FEB + 14 / JAN +3“ darunter: „G. HASLINDE STIFTUNG / DEUTSCHE GESELLSCHAFT FÜR CHRONOMETRIE / 1979“ Ellipse: Arabische Ziffern von „1“ bis „24“ Namen der Städte und Inseln (im Uhrzeigersinn): „NEUSEELAND SYDNEY TOKIO SEOUL PEKING DJAKARTA SINGAPUR KALKUTTA SRI LANKA BOMBAY URAL TEHERAN MOSKAU KAIRO BUKAREST KAPSTADT GÖRLITZ LONDON MADRID LISSABON DAKAR REYKJAVIK RIO D.J. BUENOS A. FEUERLAND NEW YORK CUBA NEW ORLEANS MEXICO C. SALT LAKE C. SEATTLE ANCHORAGE HONOLULU BERINGSTR.“ | Anton Schmitz                                               | 1979            | Rheinaue ⊙                                                   | Gronau                 |
| weitere Bilder                                        | Ohne Titel, Verkehrspavillon (Bad Godesberg)                                              | Das Wandbild von Paul Magar stammt aus dem Jahr 1960. Es befindet sich auf der Rückseite des Verkehrspavillons in Bonn-Bad Godesberg. | Paul Magar                                                  | 1960            | Ria-Maternus-Platz-1 ⊙                                       | Alt-Godesberg          |
| weitere Bilder                                        | Mikroskopische Formen                                                                     | Das Mosaik von Paul Magar stammt aus dem Jahr 1966. Es befindet sich am Institut für Zellbiologie, dem früheren Institut Cytologie und Mikromorphologie, der Bonner Universität. | Paul Magar                                                  | 1966            | Ulrich-Haberland-Straße 61a ⊙                                | Endenich               |
| weitere Bilder                                        | Hethitische Sonnenscheibe                                                                 | Bei der Skulptur handelt es sich um eine monumentale Nachbildung einer 1935 in Alaca Höyük/Türkei ausgegrabenen hethitischen Kupfer-Standarte. Sie wurde von Metin Yurdanur geschaffen und ist ein Geschenk der Türkei an die Bundesstadt Bonn anlässlich der 2000-Jahr Feier. Die Skulptur ist mit religiösen Symbolen verziert, sie wird von zwei Hörner getragen und der äußere Rand ist mit elf Blüten geschmückt. Unter den drei Vögeln, die kleine Tiere im Schnabel halten, befinden sich drei bewegliche Ringe. | Metin Yurdanur                                              | 1989            | Kurfürstenallee-2-3 ⊙                                        | Alt-Godesberg          |
| weitere Bilder                                        | Beethoven-Denkmal Rheinaue                                                                | Der sitzende Beethoven geht auf einen Entwurf von Peter Christian Breuer für ein großes Berliner Beethoven-Denkmal zurück. Friedrich Diederich, ein langjähriger Mitarbeiter Breuers, führte die Figur Beethovens in Granit aus. Erst nach Breuers Tod wurde diese Plastik im Jahr 1938 fertiggestellt und am Alten Zoll in Bonn aufgestellt. 1949 trug man sie jedoch wieder ab, und erst 1977 entschied man sich erneut zu einer öffentlichen Präsentation der Figur. Seitdem befindet es sich im Freizeitpark Rheinaue, wo es ein wenig abseits vom Gehweg in unmittelbarer Nachbarschaft eines Ausflugslokales liegt. Das auch als „Ewigkeits-Denkmal“ bezeichnete Monument wird auch als „Beethoven in der Badewanne“ bezeichnet. | Friedrich Diederich                                         | 1938            | Rheinaue ⊙                                                   | Gronau                 |
| weitere Bilder                                        | Schüler und Schülerin                                                                     | Die bronzene Figurengruppe wurde 2001 von Schülern des Aloisiuskolleg im Rahmen eines Kunst-Kurses geschaffen. | (Unbekannt)                                                 | 2001            | Elisabethstraße 18 ⊙                                         | Alt-Godesberg          |
| weitere Bilder                                        | Pflanze                                                                                   | Die Skulptur wurde 1960 von Paul Dierkes geschaffen. | Paul Dierkes                                                | 1960            | Rüdesheimer Straße 3 ⊙                                       | Friesdorf              |
| weitere Bilder                                        | Dreihuhn                                                                                  | Die von Sabine Naske geschaffene Skulptur befindet sich in der 1959 erbauten ehemaligen Postsiedlung „Am Buschacker“ in Friesdorf. | Sabine Naske                                                | unbekannt       | Am Buschacker 2 ⊙                                            | Friesdorf              |
| weitere Bilder                                        | Figur des heiligen Sebastian                                                              | Die Skulptur des heiligen Sebastian wurde vom Kölner Bildhauer Heinz Gernot geschaffen und 1966 am Ehrenmal auf dem Holzlarer Friedhof geweiht. | Heinz Gernot                                                | 1966            | Am Friedhof ⊙                                                | Holzlar                |
| weitere Bilder                                        | Vogelschwarm                                                                              | Die Edelstahlskulptur wurde von Marco Di Piazza geschaffen und 2013 vor der katholische Grundschule Holzlar eingeweiht. Im Jahr 2016 war sie, anlässlich des 200. Geburtstags der Universität Bonn, Bestandteil des Skulpturen-Parcours „Dal Reno all'Universttà“. | Marco Di Piazza                                             | 2013            | Hauptstraße 105 ⊙                                            | Holzlar                |
| weitere Bilder                                        | Entfaltete Kuben                                                                          | Die Skulptur wurde 1973 von Leo Müllenholz geschaffen. Die drei Elemente aus Stahl mit Aluminiummantel befindet sich am Bonner Hardtberg-Gymnasium. Jedes Element besteht aus vier halbe Außenflächen (rechtwinklige, gleichschenklige Dreiecke) und zwei raumdiagonale Dreiecke, welche ein zusammenhängendes Band bilden. Sie zeigen so die Bewegungsphasen geschlossen, halb geöffnet und geöffnet. | Leo Müllenholz                                              | 1973            | Gaußstraße 1 ⊙                                               | Brüser Berg            |
| weitere Bilder                                        | Entfalteter Kubus                                                                         | Die Skulptur wurde 1981 von Leo Müllenholz geschaffen. Sie kann als Ergänzung zu den 1973 aufgestellten „Entfalteten Kuben“ auf dem Gelände des Hardtberg-Gymnasiums verstanden werden, da die Form der mittleren dieser Dreiergruppe ähnelt. | Leo Müllenholz                                              | 1981            | Gaußstraße 1 ⊙                                               | Brüser Berg            |
| weitere Bilder                                        | Gedenkstein für Ferdinand August Schmidt                                                  | Der Gedenkstein befindet sich an der SW-Seite des F.-A.-Schmidt-Platzes, auch Hertha-Platz genannt (Sportplatz des F.C. Hertha Bonn 1918 e.V.) in Bonn-Dottendorf. Das Bronzerelief ist ein signiertes Duplikat der 1907 von Albert Küppers geschaffenen Jubiläumsplakette an Schmidts Grab auf dem Alten Friedhof (Bild hier). Das Denkmal war 1930 gestiftet worden und hatte bis 1975 im alten Poststadion gestanden. | Albert Küppers                                              | 1930            | F.-A.-Schmidt-Weg ⊙                                          | Dottendorf             |
| weitere Bilder                                        | Ehrenmal der Evangelische Gemeinde Beuel                                                  | Das Ehrenmal erinnert an die 44 im 1. Weltkrieg gefallenen Gemeindemitglieder. Das Denkmal aus Muschelkalk wurde von Professor Georg Grasegger geschaffen und befindet sich heute an der Außenwand des Chors der evangelischen Versöhnungskirche in Beuel. Auf der Frontseite befinden sich die Namen der Gefallenen, darüber die Inschrift: „1914 1918 / FÜR EUCH · STARBEN · WIR“. Links und rechts der Namen lassen sich noch ein Schwert mit Lorbeer und eins mit Dornen erahnen. Eine zweite Inschrift, „FÜRCHTET EUCH NICHT VOR DENEN, DIE DEN LEIB TÖTEN, ABERDIE SEELE NICHT TÖTEN KÖNNEN“, ist nicht mehr vorhanden. | Georg Grasegger                                             | unbekannt       | Siegfried-Leopold-Straße ⊙                                   | Beuel-Mitte            |
| weitere Bilder                                        | Ehrenmal von 1927                                                                         | Das Ehrenmal trägt die Inschrift „Unseren Gefallenen / 1914 - 1918 / 1939 - 1945“ über einem Reichsadler. Auf dem Block aus Muschelkalk kniet, in Trauer, ein Krieger. Das Denkmal wurde am 16. Oktober 1927 im damaligen Rathausgarten eingeweiht. Es wurde 1962 auf den Friedhof versetzt, da es dem Neubau des Rathauses weichen musste. | Karl Menser                                                 | 1927            | Gerhardstraße 1 ⊙                                            | Beuel-Mitte            |
| weitere Bilder                                        | Terra e Volo                                                                              | Die Skulptur wurde von Marco Di Piazza und Schülerinnen eines Kunstkurses des Sankt-Adelheid-Gymnasium geschaffen. Auf den Steinplatten, die rund um die Skulptur in die Rasenfläche eingelassen wurden, sind die Namen der beteiligten Schülerinnen aufgeführt. Sie wurde anlässlich des 100-jährigen Schuljubiläums im Jahr 2020 eingeweiht. | Marco Di Piazza                                             | 2020            | Pützchens Chaussee ⊙                                         | Pützchen-Bechlinghoven |
| weitere Bilder                                        | Zwei                                                                                      | Die Muschelkalkskulptur des Bildhauers Michael Schoenholtz aus dem Jahre 1988 befindet sich im Park des Schloss Deichmannsaue. | Michael Schoenholtz                                         | 1988            | Deichmanns Aue ⊙                                             | Rüngsdorf              |
| weitere Bilder                                        | Kriegsblinder mit Hund                                                                    | Die Betonskulptur der Bildhauerin Yrsa von Leistner wurde 1943 geschaffen. Die Statue befindet sich seit Juni 1959 an der Mainzer Straße im Bonner Ortsteil Mehlem. Die Statue war ein Geschenk an den Verband der Heimkehrer aus Anlass des 3. Heimkehrer-Deutschlandtreffens. | Yrsa von Leistner                                           | 1943            | Mainzer Straße 36 ⊙                                          | Mehlem                 |
| weitere Bilder                                        | Ehrenmal für die Gefallenen des Infanterie-Regiments 69                                   | Das Denkmal aus Basaltlava erinnert an die 2655 Gefallenen des Reserve-Infanterie-Regiments 69 und wurde von den Bildhauern Dahmen und Mellen geschaffen. Auf der Rückseite befinden sich die Jahreszahlen 1914 – 1918. Am unteren Rand, umlaufend, die Inschrift: „UNSEREN GEFALLENEN KAMERADEN / 71 OFFIZIERE / 2584 UNTEROFFZ. U. MANNSCHAFTEN / RES. INF. REGT. 69“. Auf der Frontseite, unter einer Krone, die Buchstaben IR mit der Regimentsnummer. Vorne rechts auf der Rundung des Sockels die Signatur der Bildhauer. Die Grundsteinlegung erfolgte im Juli 1933, es befindet sich an der Mündung des Godesberger Baches in den Rhein. | Dahmen und Mellen                                           | 1933            | Von-Sandt-Ufer ⊙                                             | Plittersdorf           |
| weitere Bilder                                        | Mondlandschaft                                                                            | Das Mosaik von Martin Frey, aus dem Jahr 1957, besteht aus rechteckigen Glas- und Keramikplättchen die von ihm zu geometrischen Mustern und abstrakten Formen angeordnet wurden. Es ist eins von insgesamt acht Werke die der Künstler im Rahmen der Aktion „Kunst am Bau“ zwischen 1957 und 1967 für Bonner Auftraggeber gestaltet hat. | Martin Frey                                                 | 1957            | Dromersheimer Straße ⊙                                       | Friesdorf              |
| weitere Bilder                                        | Drei Vögel                                                                                | Die abstrahierten Fassadenskulptur, in der ehemaligen Bundessiedlung Hochkreuzallee, wurde von Martin Frey 1957 geschaffen. Sie ist eine von insgesamt acht Werken die der Künstler im Rahmen der Aktion „Kunst am Bau“ zwischen 1957 und 1967 für Bonner Auftraggeber gestaltet hat. | Martin Frey                                                 | 1957            | Dromersheimer Straße ⊙                                       | Friesdorf              |
| weitere Bilder                                        | unbenannt                                                                                 | Die Arbeit ohne Namen, des Wachtberger Bildhauers Alfred Arnold, wurde 1999 für das „Horst Stoeckel Museum für die Geschichte der Anästhesiologie“ des Universitätsklinikum Bonn geschaffen. | Alfred Arnold                                               | 1999            | Venusberg Campus ⊙                                           | Venusberg              |
|                                                       | Spielergruppen                                                                            | „Basaltlava, Eisen / Basaltlava 162 × 52 × 33 cm, Metallplatte Durchmesser 25 cm, Stab Kanthöhen je 4cm, Länge 260cm / 1972. Friedrich-Ebert-Stiftung, Bonn.“ | Günther Oellers                                             | 1972            | Friedrich-Ebert-Stiftung ⊙                                   | Hochkreuz              |
| weitere Bilder                                        | Ehrenmal Kohlkaul                                                                         | Das Denkmal befindet sich auf dem Dorfplatz und wurde 1974 vom Bürgerverein Kohlkaul eingeweiht. Es erinnert an die Gefallenen der beiden Weltkriege. Der Stein trägt folgende Inschrift: „WIR / DENKEN / AN EUCH“, zusätzlich ist unten rechts folgendes vermerkt: „BÜRGERVEREIN / KOHLKAUL 1974“ | (Unbekannt)                                                 | 1974            | Alte Bonner Straße / Hangelarer Straße ⊙                     | Holzlar                |
| weitere Bilder                                        | Wasserspiel 1970                                                                          | Es wurde 1970 von Jochen Kramer geschaffen und ist heute nicht mehr in Betrieb, das Becken wurde bepflanzt. Die noch sichtbare Plattform mit ihren aus Aluminium gefertigten Wasserrädern sowie Wasserspeiern befand sich in der Mitte des langrechteckigen Wasserbeckens. Das Wasserspiel wurde zusammen mit der Wohnanlage am Finkenweg angelegt. | Jochen Kramer                                               | 1970            | Finkenweg 48 ⊙                                               | Holzlar                |
| weitere Bilder                                        | Mother Earth                                                                              | Die Skulptur ist ein Geschenk des amerikanischen Künstlers und Umweltaktivisten Barton Rubenstein an Deutschland und die Menschen, die sich für den Umwelt- und Klimaschutz einsetzen. Sie wurde 2020 anlässlich des 75. Jubiläums der Vereinten Nationen vor der Rohmühle im Bonner Bogen installiert und im Jahr 2021 eingeweiht. | Barton Rubenstein                                           | 2020            | Hermann-Bleibtreu-Ufer ⊙                                     | Oberkassel             |
| Marmortafel für Hoffmann von Fallersleben             | Marmortafel für Hoffmann von Fallersleben                                                 | Inschrift: Hier wohnte im Jahre 1820 als Student Hoffmann v. Fallersleben, der Sänger des Liedes der Deutschen. | (Unbekannt)                                                 |                 | Friedrichstraße 22 ⊙                                         | Bonn-Zentrum           |
| Gedenktafel für Marie Kahle                           | Gedenktafel für Marie Kahle                                                               | Angebracht am früheren Wohnhaus der Familie Kahle. | Friedemann Sander                                           | 2001            | Kaiserstraße 61 ⊙                                            | Südstadt               |